# St. Veiter Vorstadt
Die St. Veiter Vorstadt ist der 5. Bezirk der Kärntner Landeshauptstadt Klagenfurt am Wörthersee (Österreich).

## Geografie
Die St. Veiter Vorstadt liegt nördlich der Innenstadt Klagenfurts. Im Süden wird der Stadtteil vom St. Veiter Ring begrenzt. Im Westen verläuft die Grenze entlang der Linie Herbertstraße – Aichelburg-Labia-Straße – Grete-Bittner Straße bis zum Fluss Glan und im Norden entlang des Geländes des Klinikums Klagenfurt und ab der St. Veiter-Straße entlang der Glan sowie im Osten entlang der Pischeldorfer Straße.

## Geschichte
Die St. Veiter Vorstadt gehört zum historischen Stadtgebiet Klagenfurts und umfasst jenes Gebiet, das nördlich der ehemaligen Stadtmauer lag. Über das St. Veiter Tor (heute: Einmündung der St. Veiter Straße in den Ring) war sie mit der Innenstadt verbunden.

## Verwaltungsgliederung
Die St. Veiter Vorstadt bildet zusammen mit den 4 Bezirken der Klagenfurter Innenstadt und den Bezirken Völkermarkter Vorstadt, Viktringer Vorstadt und Villacher Vorstadt die Katastralgemeinde Klagenfurt.

## Pfarren und Kirchen

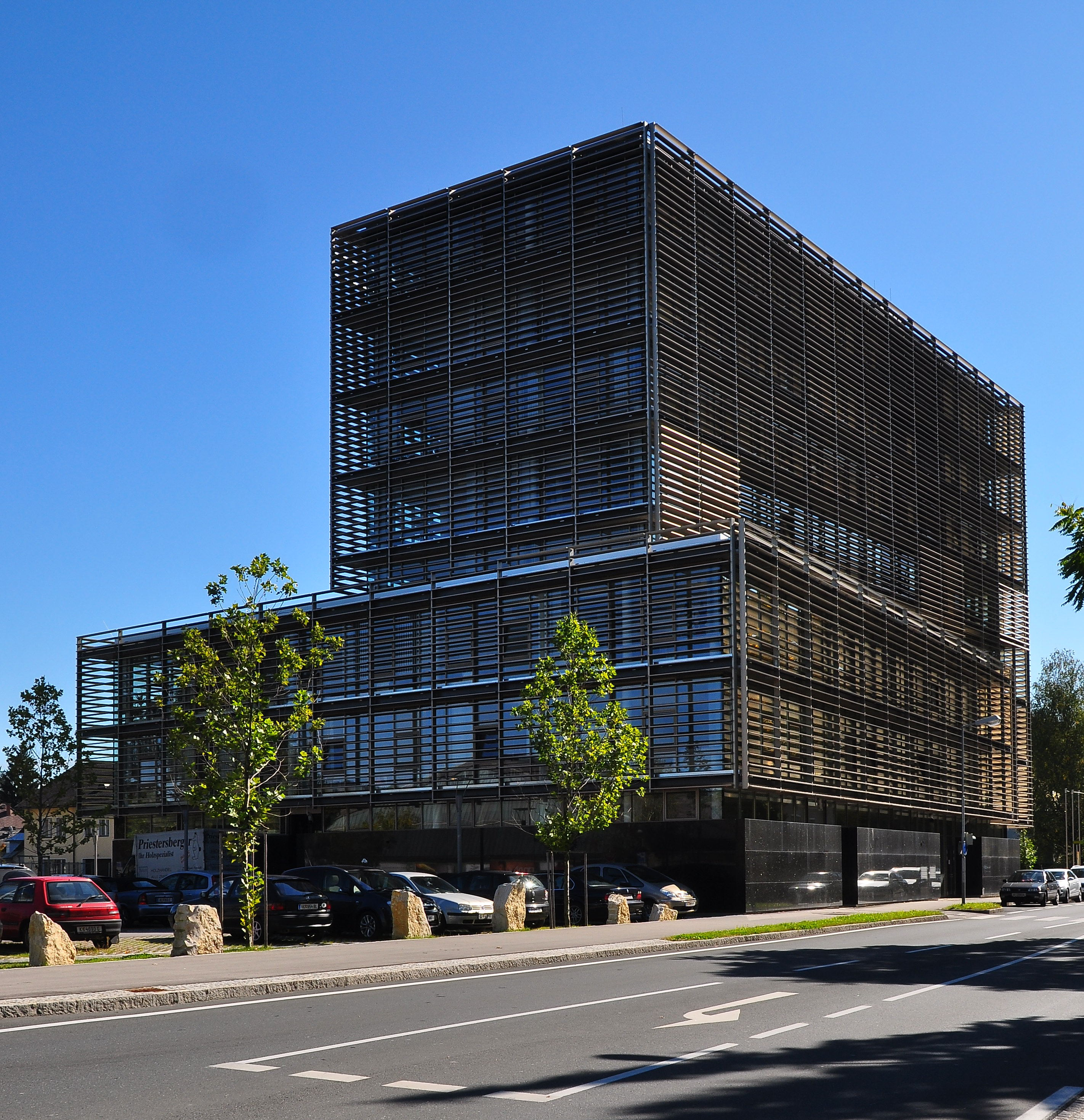
Bezirksgericht in der Feldkirchner Straße 6

Der Großteil des Bezirks gehört zur Pfarrkirche Klagenfurt-St. Egid mit der Kapelle der katholischen Seelsorge am Klinikum Klagenfurt als Filialkirche.
Im Nordwesten befindet sich die Pfarrkirche Sankt Hemma.

### Stadtpfarrkirche Sankt Hemma

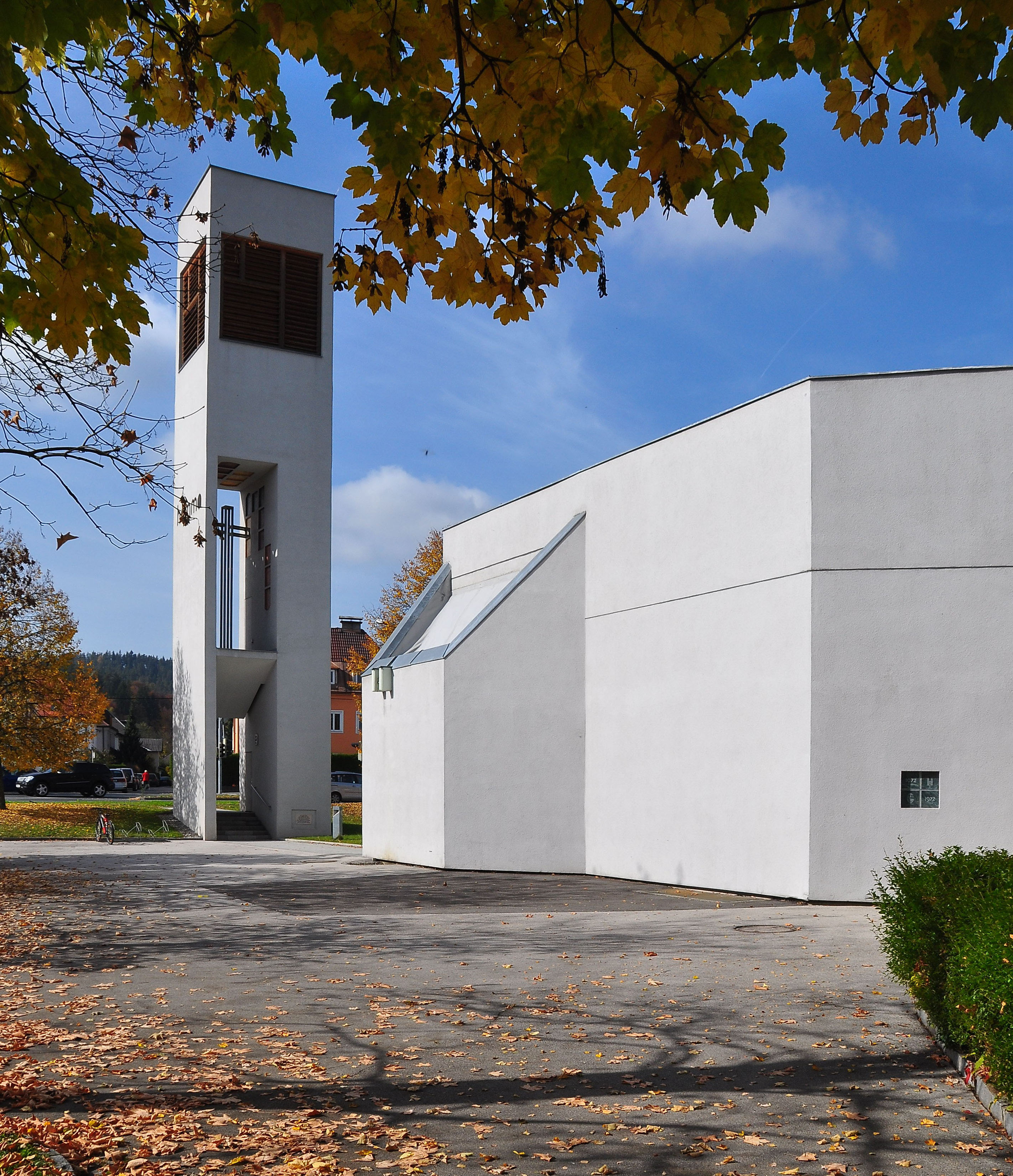
Außenansicht von Osten
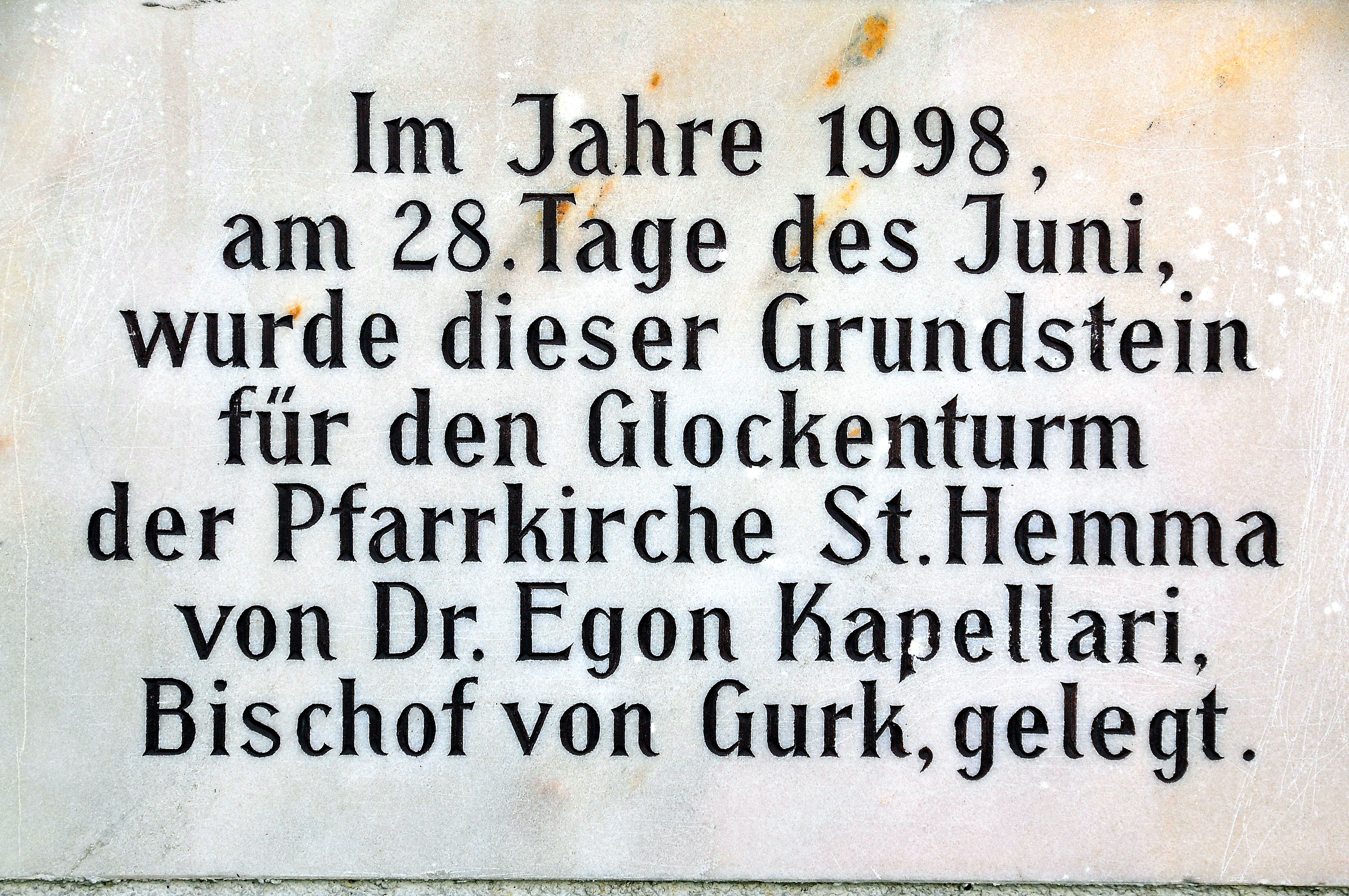
Grundstein des Glockenturms
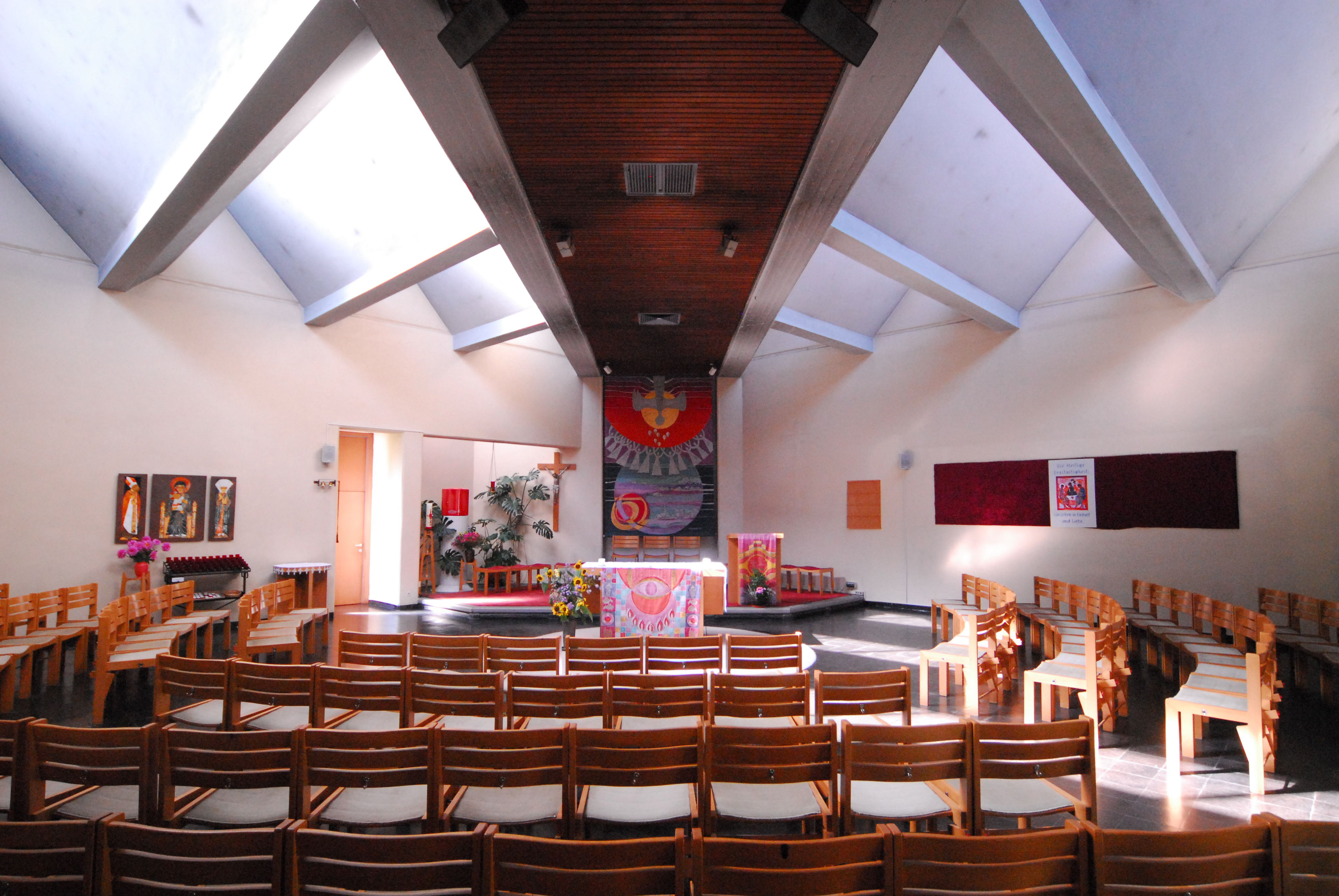
Innenraum

Im Jahr 1970 wurde diese Stadtpfarrkirche von Hermann Kompolschek zusammen mit dem katholischen Gemeindezentrum errichtet und im Jahr 1972 geweiht. Der über dem quadratischen Grundriss streng kubische Zentralbau weist abgeschrägte Ecken auf. Sichtbetonwände dominieren sowohl außen wie auch innen die Optik. Ein Sheddach schützt den Bau. Der Sakristeianbau befindet sich im Westen, östlich ist der Pfarrhof mit der Kirche verbunden. Mit der Errichtung des freistehenden Glockenturms in den Jahren 1998 und 1999 wurde der Baukomplex vervollständigt.

## Wirtschaft und Infrastruktur
Das Gelände des Klinikum Klagenfurt nimmt ein Drittel der Fläche des Bezirkes ein. Außerdem befindet sich in diesem Stadtteil der Stützpunkt des Roten Kreuzes, das Fernheizkraftwerk, das Wasserwerk, der Sitz der Stadtwerke AG, die Ärztekammer und die Landestaubstummenanstalt.

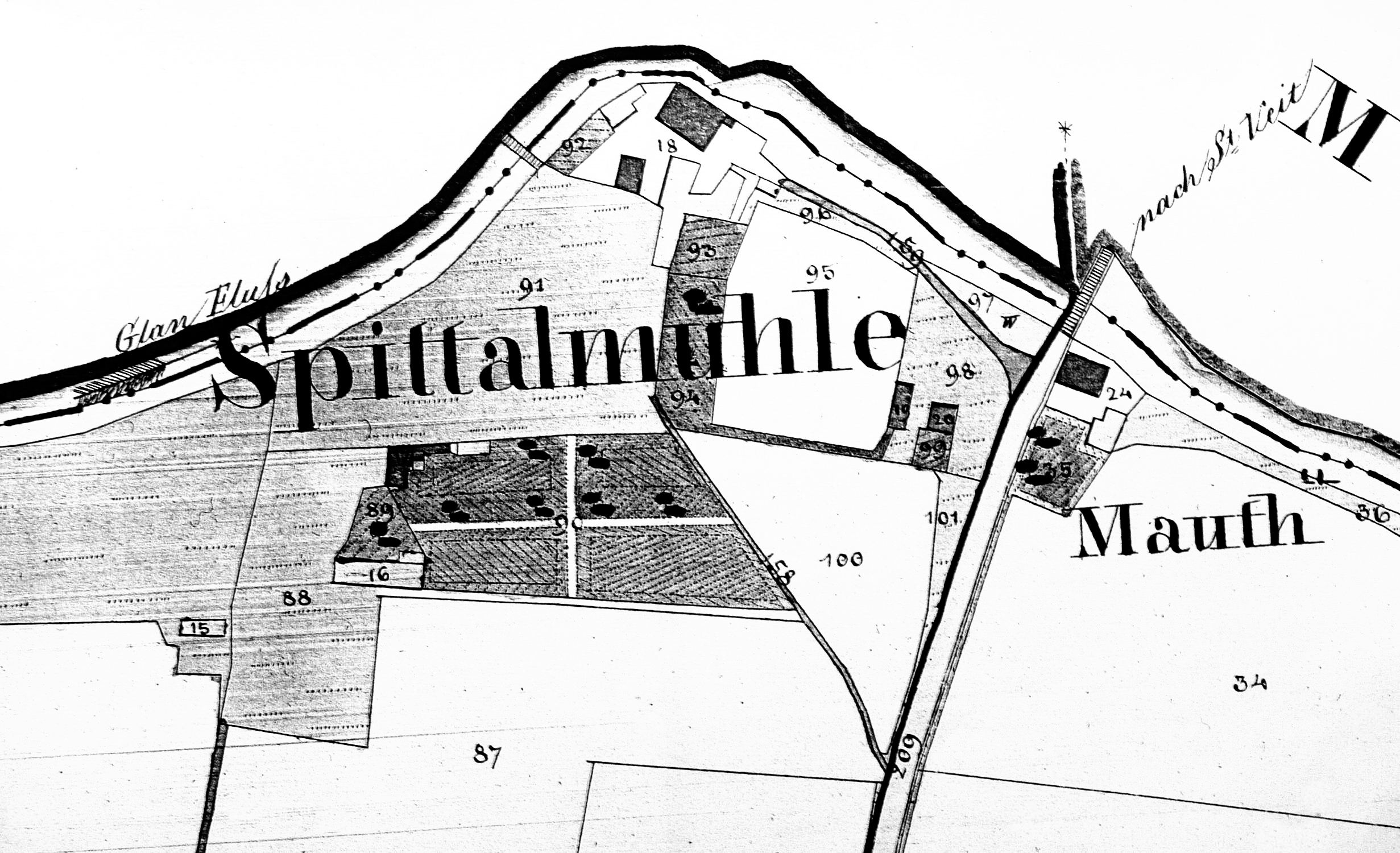
Ausschnitt eines franzisceischen Katasterplans von der Spittalmühle (historisch)

### Die Katastralgemeinde Spittalmühle
Der Name dieser eher kleinen Gemeinde vor den Toren Klagenfurts wurde vom Anwesen "Spittalmühle an der Glanbrücke St. Veiter Straße", einer wasserbetriebenen Anlage mit sechs Gängen, abgeleitet. Auf der rechten Flussseite gab es zwischen Mageregg und dem Mühlenbetrieb des Schlosses Welzenegg eine ganze Reihe solcher Mahlwerke. Die Wasserführung betrug damals rund 20 Kubikmeter pro Sekunde. Der Feuerbach erhielt davon etwa zehn Kubikmeter pro Minute. Außer der Spitalmühle gab es flussaufwärts die Keusche Jesuitenmühle. Sie war in den 1820er Jahren im Besitz des Franz Puntschart. Weiter nördlich davon lag das Anwesen Mantsche. Die KG bediente sich folgender Ortsbezeichnungen: Spitalmühle, Wiesenäcker, Glanäcker, Jesuitenmühle, beim Goldscheider, beim Wispelhof und St. Veiter. Vorstadt. Das Gebiet zeichnete sich durch seine ebene Lage aus, kleine Hausgärten prägten damals das Bild der Liegenschaften.

### Waisenhauskaserne und Feintuchfabrik
Im äußersten Westen der Ortschaft lag die heutige Waisenhauskaserne. Der Besitz des adeligen Bleiweißfabrikanten Herbert reichte bis zur Feldkirchner Straße. Auf der rechten Straßenseite hatte die kaiserliche Armee ihr Verpflegsmagazin.

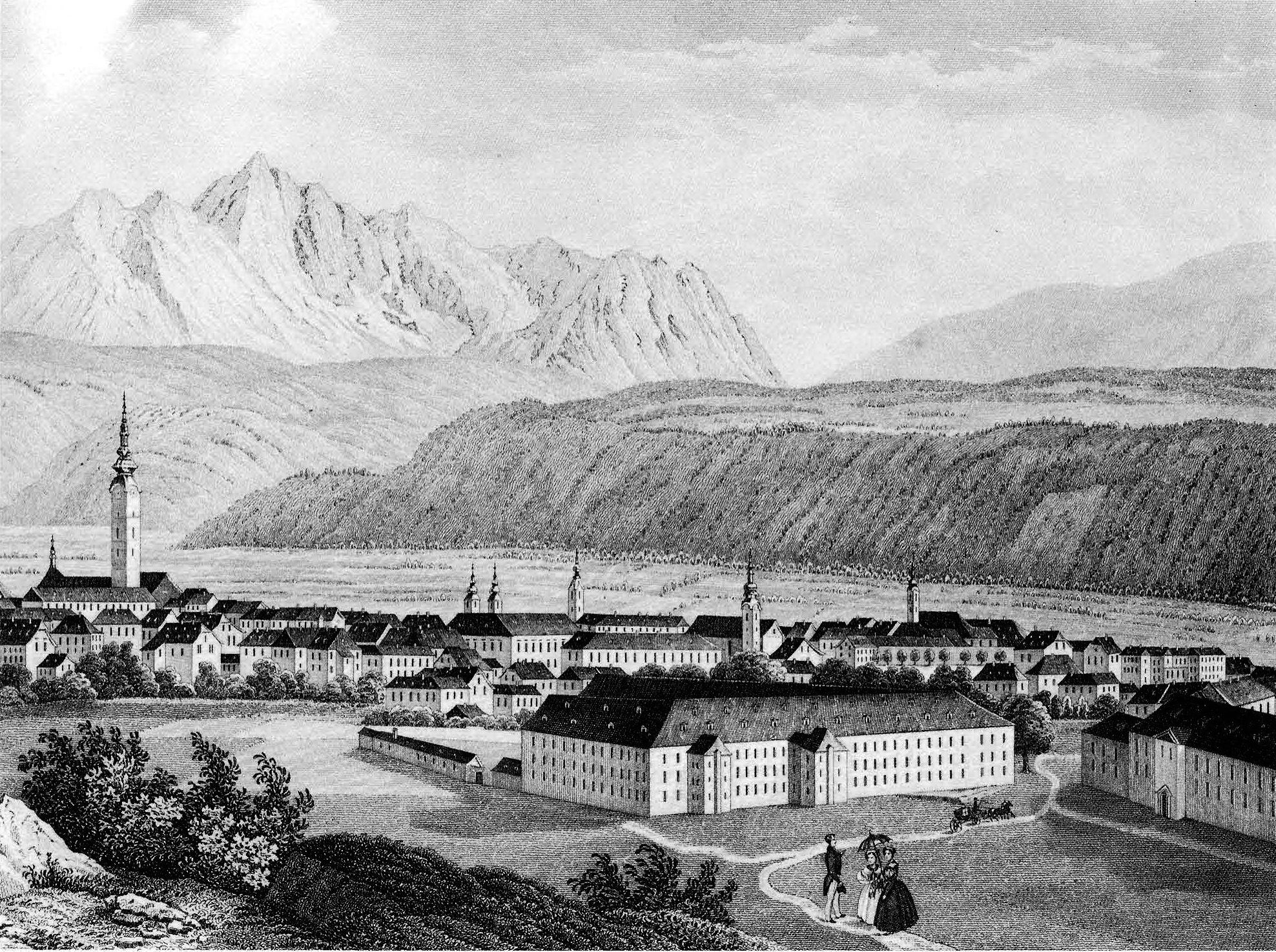
Militärwaisenhaus und Feintuchfabrik bei Klagenfurt, um 1770

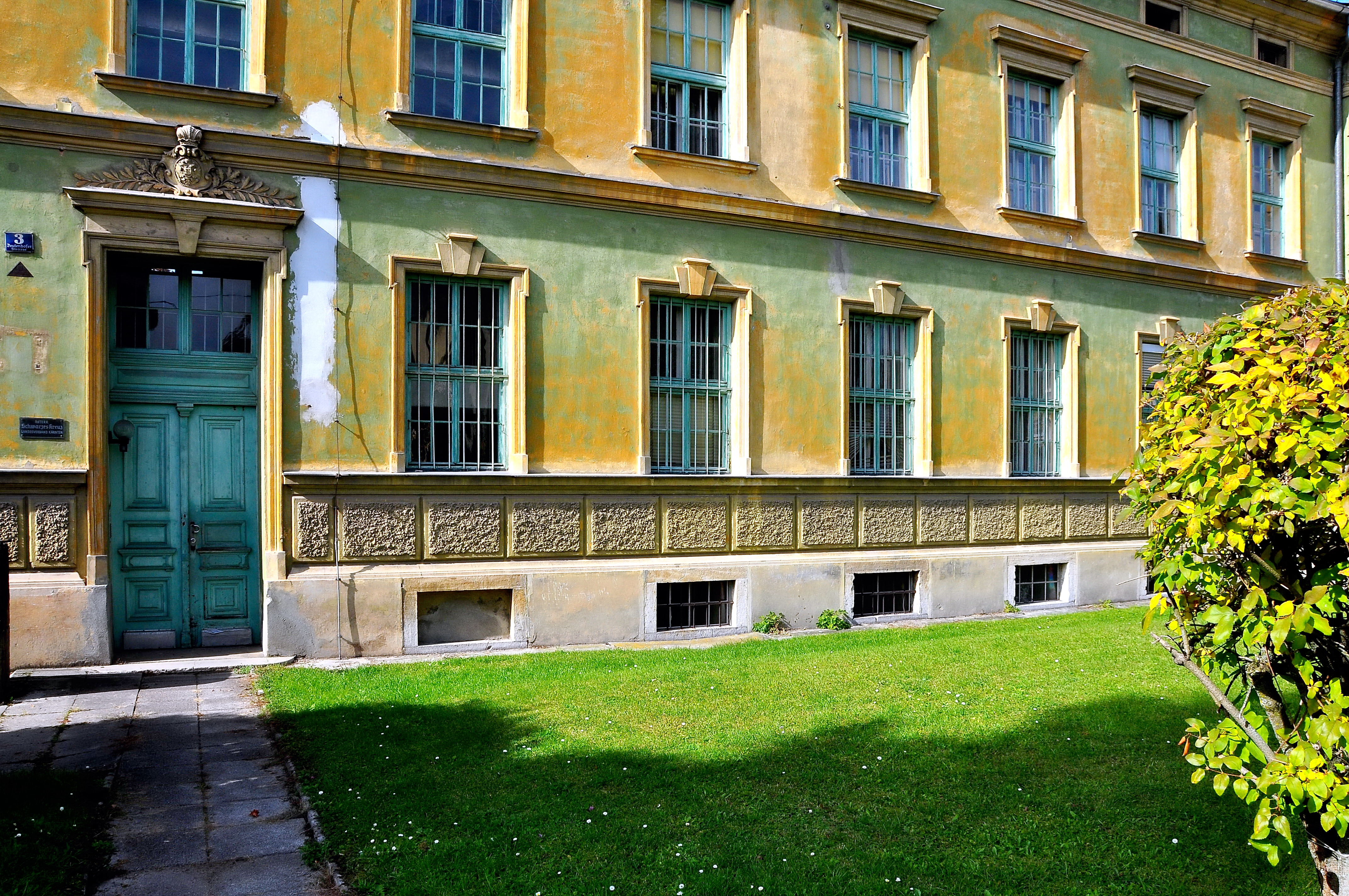
Waisenhaus Kaserne in der Deutenhofenstraße 3

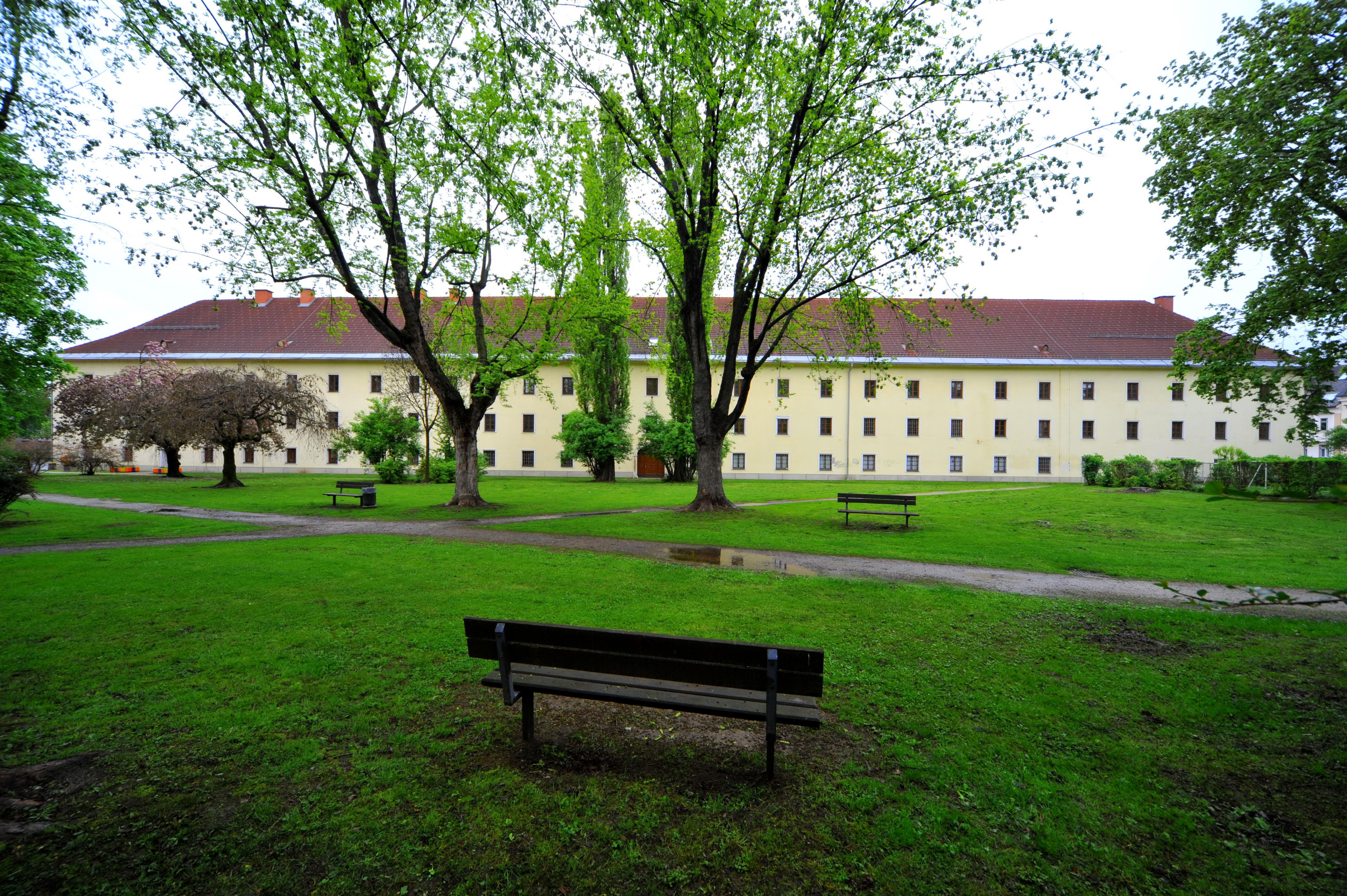
Maria Theresia-Park mit Waisenhauskaserne (Südansicht)

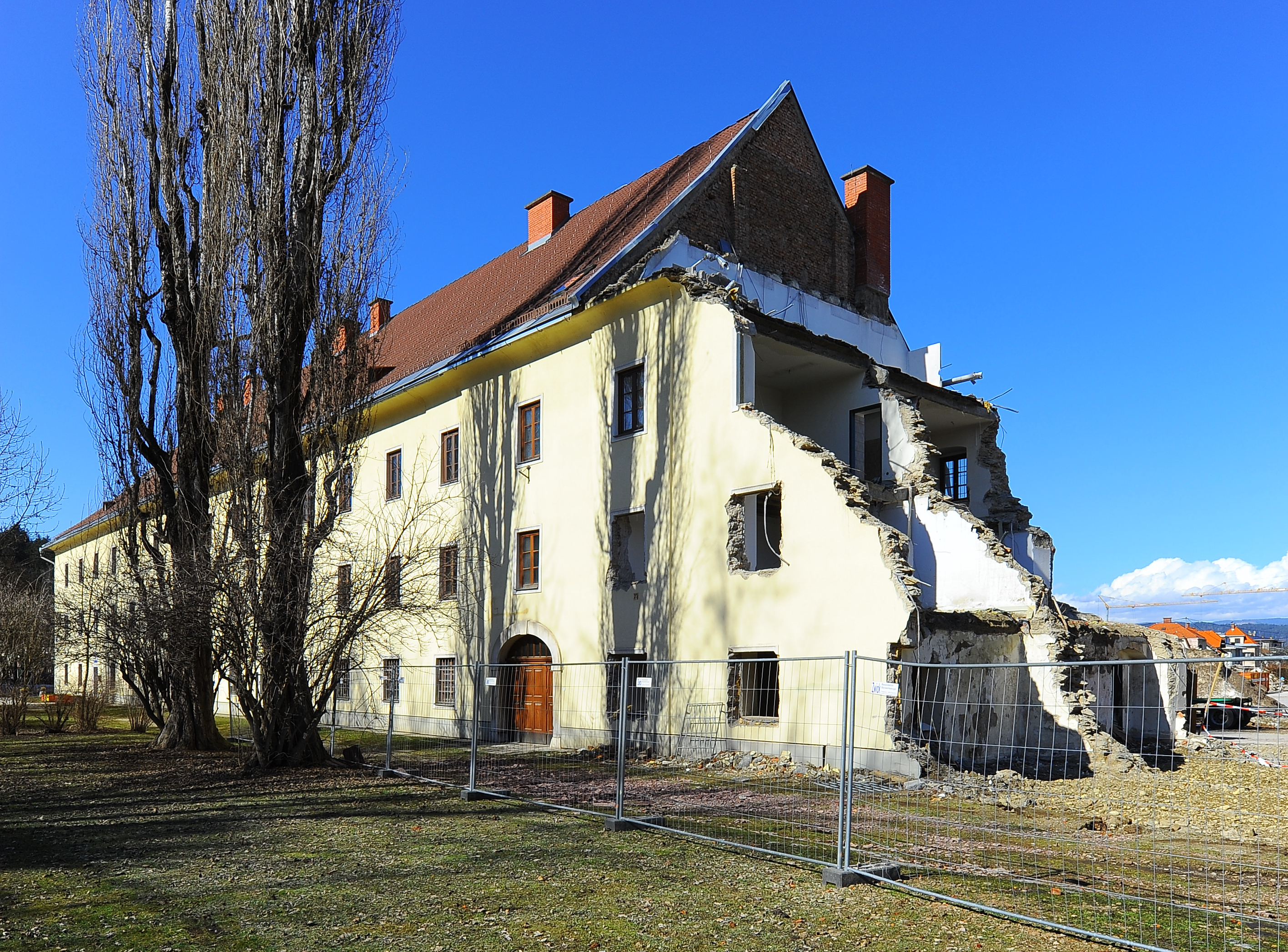
Abriss der Waisenhauskaserne Anfang 2010

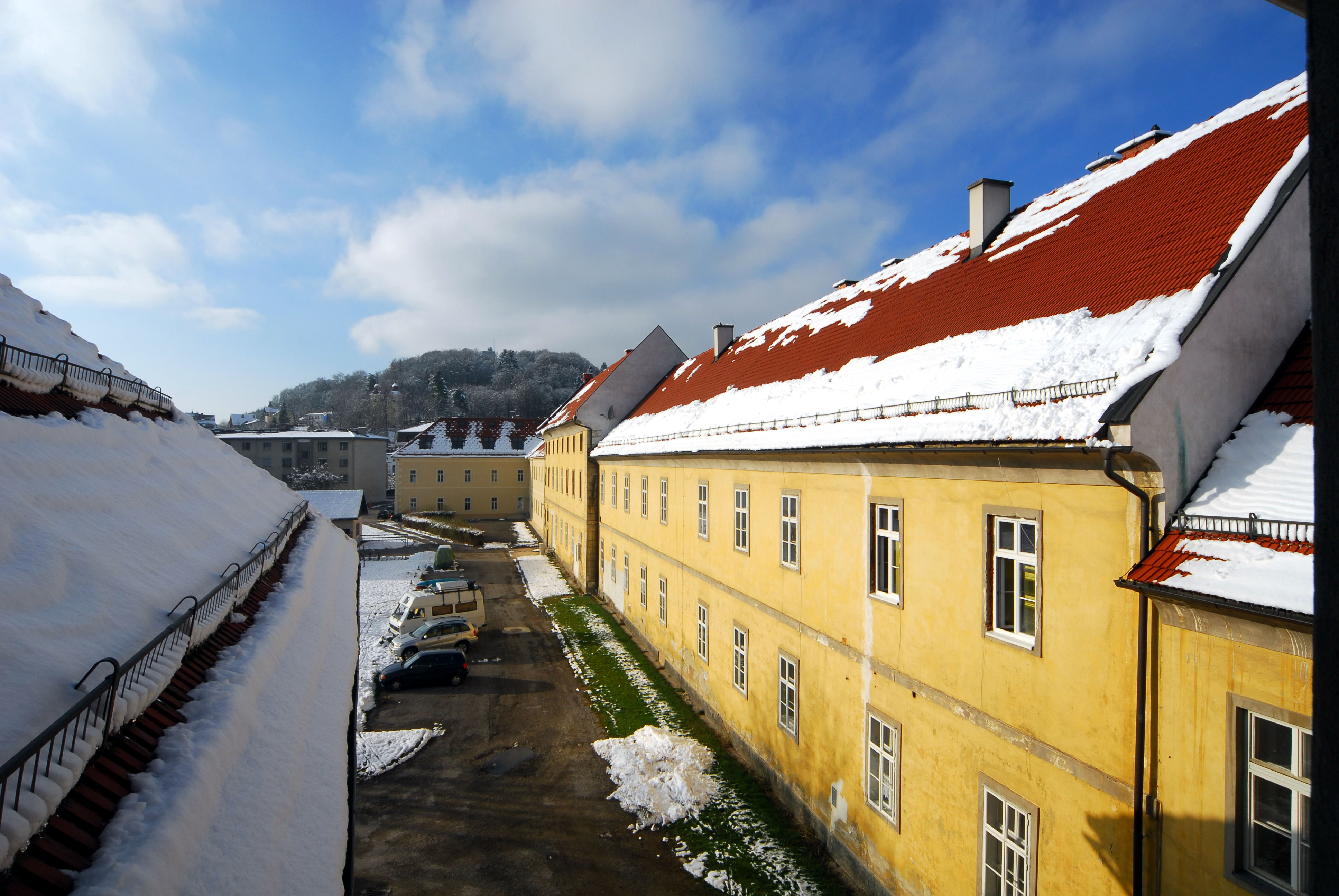
Ehemaliges Truppenspital in der Lerchenfeldstraße 51, VIII. Bezirk

In diesem Gebiet wurde damals Wirtschafts- und Militärgeschichte geschrieben. Das Truppenspital lag nicht mehr innerhalb der Grenzen der KG, aber es bildete mit der Waisenhauskaserne das Betätigungsfeld des Feintuchfabrikanten Johann von Thys, der zudem ein innovativer Landwirt war. Der geborene Holländer erklärte sich in Wien zur Gründung der ersten K.k. Feintuchfabrik Thys bereit. Er wollte mit seinem Tuch nicht nur den inländischen Markt versorgen, sondern auch Exportmärkte in Osteuropa erschließen. Als Gegenleistung bekam er einen 100.000-Gulden-Kredit zu günstigsten Bedingungen. Thys erschien in Kärnten und wählte als Standort für sein zu gründendes Unternehmen die Stadt Klagenfurt. Eingerichtet wurde die Fabrik im späteren Truppenspitalsgebäude in der Henselstraße. An der Glan entstand an der Walk eine Tuchwalke. Thys nahm die Produktion im Herbst 1762 mit 47 Arbeitskräften auf und beschäftigte in seinem Betrieb ein Jahr später schon gegen 300 Personen. Die Landstände verfolgten seine Bemühungen mit Interesse und verliehen ihm schon im Jahr 1765 die Landstandschaft. Die Anerkennung aus Wien bestand in der Erhebung des Wahlkärntners in den Adelsstand. Um für die Spinnereien billige Arbeitskräfte zur Verfügung zu haben, wurde der Fabrikant zum kaiserlichen Beauftragten für das Spinnschulwesen bestellt und die Kärntnerische Waisenstiftung von Graz wieder nach Klagenfurt zurück verlegt. Später übernahm er auch die Leitung des benachbarten Militärwaisenhauses.
Im Jahr 1768 spannen für Thys 249 Waisenkinder. Thys durfte auch die Insassen von Armenhäusern und selbst Zuchthäusler in den Arbeitsprozess eingliedern. In seinem Todesjahr 1773 waren 42 Webstühle in Betrieb.
Ein Fabriksimperium hatte sich allerdings nicht verwirklichen lassen. Die Gesellschaft des Ackerbaues und der nützlichen Künste machte den Industriellen zu ihrem Kanzler. Er erwies sich als äußerst aktives Mitglied dieser elitären Vereinigung. So baute er auf seinen Versuchsfeldern Mais an, förderte den Flachsanbau, brachte die Kartoffel nach Kärnten, was im Protokoll über die Landvermessung in den 1820er Jahren eigens erwähnt wird, und propagierte als Futtermittel den Luzerner Klee. Jedoch sein Sohn verlor alle Privilegien, konnte aber das Unternehmen noch der nächsten Generation übergeben. Im Jahr 1813 wurde die Fabrik schließlich verkauft und durch eine Schenkung ärarisches Eigentum.
Durch den Niedergang des Unternehmens Thys bekam das Militär-Ärar in der Feldkirchner Straße einen Stützpunkt. Nach der Errichtung von Kavalleriekaserne in der Pischeldorfer Straße und Artilleriekaserne in der Völkermarkter Straße zählte die Stadt Klagenfurt im 19. Jahrhundert zu den größeren Garnisonsorten Österreichs. Im Jahr 1891 erschien der 7. Band der Publikationsreihe Die hygienischen Verhältnisse der größeren Garnisonsorte der österreichisch-ungarischen Monarchie, der den militärischen Unterkünften der Kärntner Landeshauptstadt gewidmet ist und mit den Lageskizzen und Beschreibungen der einzelnen Kasernen einen informativen Einblick gewährt. Der Exerzierplatz der Garnison lag in Terndorf/Atschalas und bestand aus gepachteten 45 Hektar Hutweide und Ackerland. Für die Übungen im Terrain war das Umland von Klagenfurt in sechs Rayone eingeteilt, die den einzelnen Truppenteilen zugewiesen waren. Die in einer Mulde des bewaldeten Kreuzbergls gelegene Schießstätte hatte eine Größe von 13 Hektar. Zum feldmäßigen Schießen auf große Entfernungen ging man nach Glainach, die Artillerie feuerte ihre Granaten im Gurkfeld ab.
Für die Dauer der Infanterie-Equitation mietete sich die Armee in die im Westen von Klagenfurt gelegene gedeckte Reitschule ein, die in den Abendstunden mit Gas beleuchtet wurde. Eine offene Reitschule befand sich bei der Kavalleriekaserne und bei der Artilleriekaserne. In letzterer gab es auch eine Fahrschule. In der Ostbucht des Wörthersees hatte das Militär eine eigene Schwimmschule, die 1890 nicht mehr im Besitz des Ärar war. Hier erhielten die Rekruten Schwimmunterricht. Den Badeplatz hatte die Armee an der Glanfurt. Im Sommer ging es zweimal in der Woche zum Baden. 1890 setzte sich die Garnison aus 1913 Personen zusammen, 1336 gehörten dem Infanterieregiment Nr. 7 an, 244 dem Husarenregiment Nr. 8, 274 dem Korps-Artillerie-Regiment Nr. 3. Die Regimentsmusik war in der Waisenhauskaserne untergebracht, die Kanzleien des Stationskommandos und des Brigadekommandos in der Jesuitenkaserne.
Die Tuchfabrik Thys kam mit der Widmung Militärspital ins Eigentum des Militär-Ärars. Der aus Ziegeln erbaute mehrgeschoßige Komplex nahm mit den Höfen eine Fläche von 7900 m² ein. Die Waschküche, die Leichen- und Sezierkammer und das Feuerlösch-Requisitendepot waren getrennte Objekte. Das Spital konnte bis zu 170 Patienten und 23 Höhergestellte aufnehmen. Für die tägliche Körperreinigung gab es in den Zimmern Waschtische und Waschschüsseln. Im heizbaren Badezimmer standen sieben Blechwannen und eine Duschvorrichtung.
Die gegenüber dem Truppenspital gelegene Waisenhauskaserne ist ein Bau aus den 1760er Jahren. Er wurde zur Unterbringung von Militärwaisen errichtet, die dem Tuchfabrikanten als Arbeitskräfte zugeführt wurden. Bestritten wurden die laufenden Kosten aus dem Militärwaisenfonds. Maria Theresia übergab dem Heim zunächst gegen einen jährlichen Pachtzins und später ins Eigentum das nahegelegene Gut Zigguln, das die Gesellschaft Jesu durch die Aufhebung des Jesuitenordens 1773 verloren hatte. Im riesigen Gebäude lebten bis zu 500 Buben und Mädchen. Sie hatten unter dem unsozialen Thys 14 Stunden täglich zu spinnen. Nur in den Krankenzimmern hatte jedes Kind ein eigenes Bett, sonst mussten bis zu drei eine Liegestatt teilen. Es gab eine zu geringe Strohauflage und kaum Bettwäsche und Decken. Die Säle waren sehr groß, schlecht zu lüften und zu heizen, die Krankenzimmer im Erdgeschoß waren feucht. Das schlechte und halbrohe Essen kam aus großen Kesseln, die in den Küchenboden eingelassen waren. Den Kindern fehlte Bewegung an frischer Luft. Es ließ einfach alles zu wünschen übrig. Man verzichtete auch auf einen Hausgeistlichen. Jahre später beherbergte das Waisenhaus auch Zivilwaisen und die Zustände hatten sich leicht gebessert. Viele Insassen litten unter Kleinwuchs.
Da sich die Einrichtung nicht bewährte, kam es in den 1780er Jahren zur Schließung des Waisenhauses, die Kinder wurden Nähreltern übergeben und vielfach auf dem Lande untergebracht.
In die frei gewordenen Räume zog zunächst eine Zigarrenfabrik ein, die bis zu 600 Frauen beschäftigte. Danach wurde das Objekt zur Kaserne. Die Armee brachte darin bis zu 750 Mann unter. Für jeweils 17 Soldaten gab es ein Zimmer. Auf dem 8.200 m² großen Areal existierten vier Brunnen, von denen zwei Trinkwasserqualität hatten.

## Sankt Veiter Ring

### Herbertstöckl
In Kärnten versteht man unter einem „Stöckl“ ein kleines Herrenhaus. Im 17. Jahrhundert von der Familie Mittnacht zu Werthenau erbaut, gilt es als Musterbeispiel des Kärntner Stöckltyps. Das dreigeschoßige Bauwerk wurde über einem rechteckigen Grundriss errichtet. Westseitig ist ihm nachträglich ein Stiegenhaus angegliedert worden. Zu Beginn des 19. Jahrhunderts erfuhr es eine Renovierung und Neufassadierung. 1741 wechselte es in den Besitz der Familie Kulmer, das Stift Ossiach kaufte es 1747. Der Besitzer der ersten Bleiweißfabrik Österreichs, Johann Michael Freiherr von Herbert, kaufte es im Jahre 1764, in dessen Familie es bis ins 19. Jahrhundert verblieb. Siegfried Hartwagner erwähnt, dass zum Kärntner Stöckltyp eigentlich eine den Bau durchquerende „Labn“ genannte Halle im Erdgeschoß gehört. Diese ist jedoch beim Herbertstöckl durch das angefügte Stiegenhaus im Westen ersetzt.

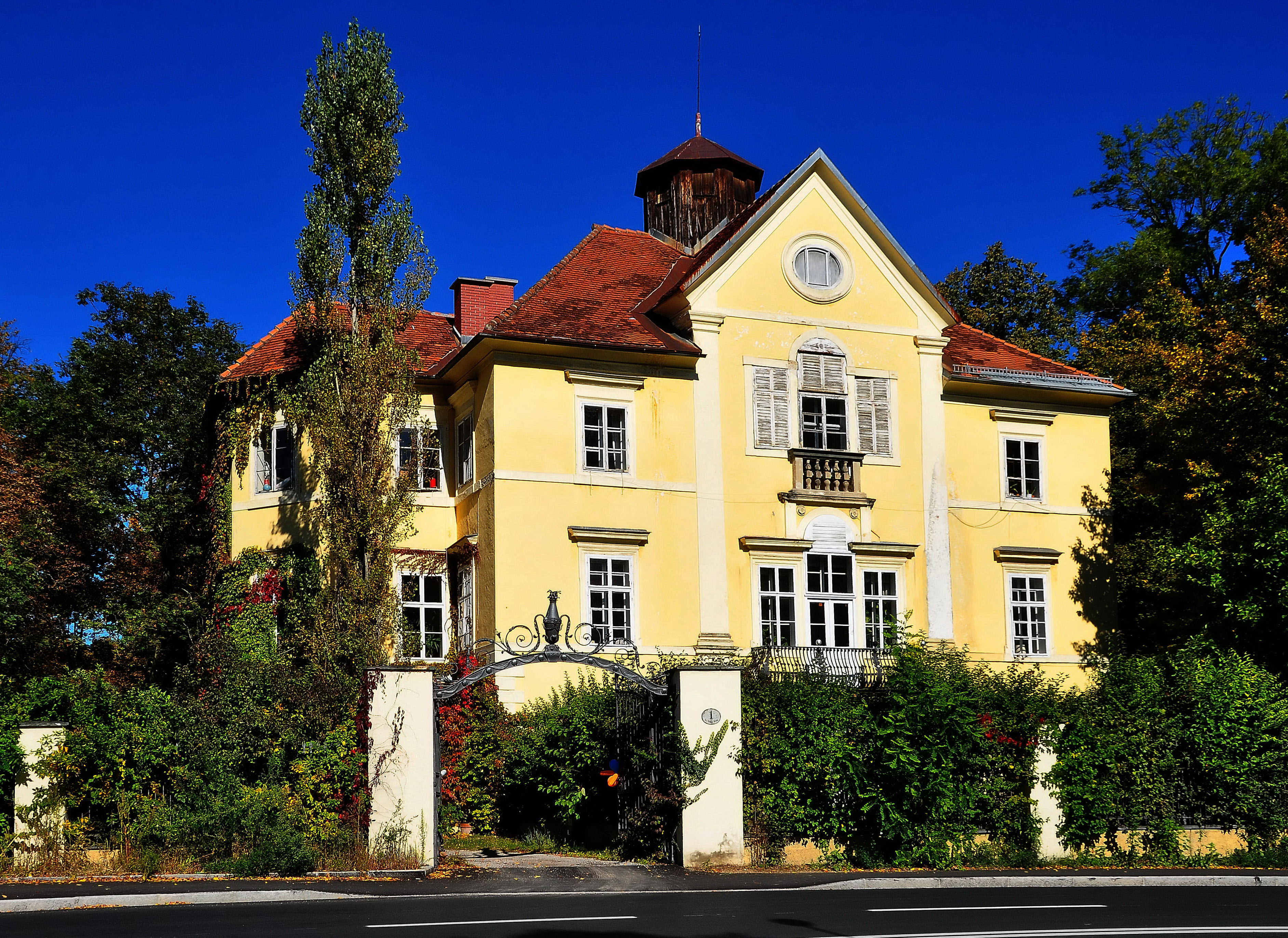
„Herbertsöckl“ am Sankt Veiter Ring 1
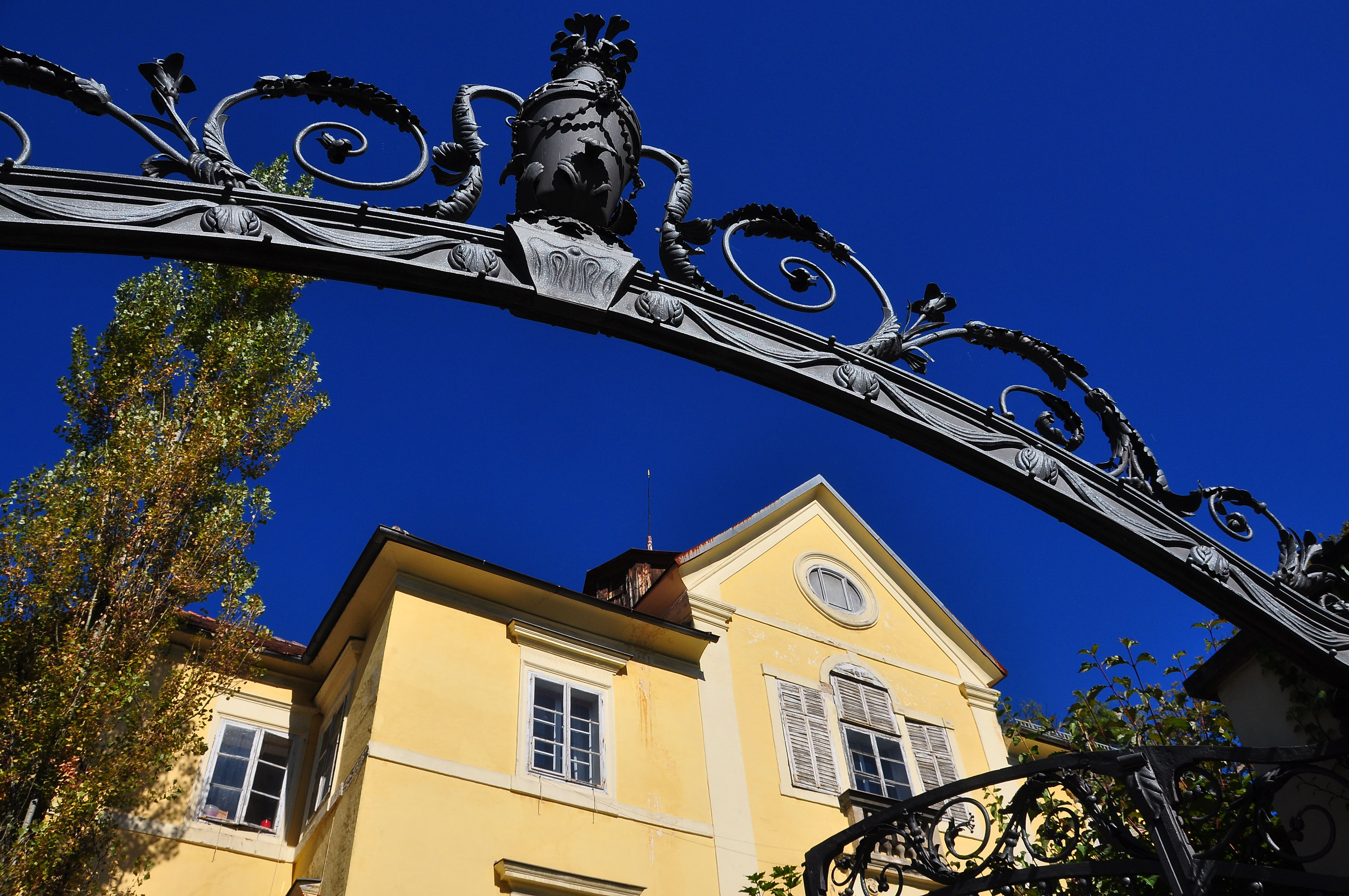
Barocker schmiedeeiserner Einfahrtstorbogen vom „Herbertstöckl“

### Gasthof Weißes Ross
Stattlicher zweigeschoßiger Barock-Bau mit Walmdach, Pilaster-Gliederung und gut erhaltenem Fassadendekor von Ende des 18. Jahrhunderts. Erbaut wurde er im späten 18. Jahrhundert und weist eine Pilasterfassade mit Zöpfen auf.

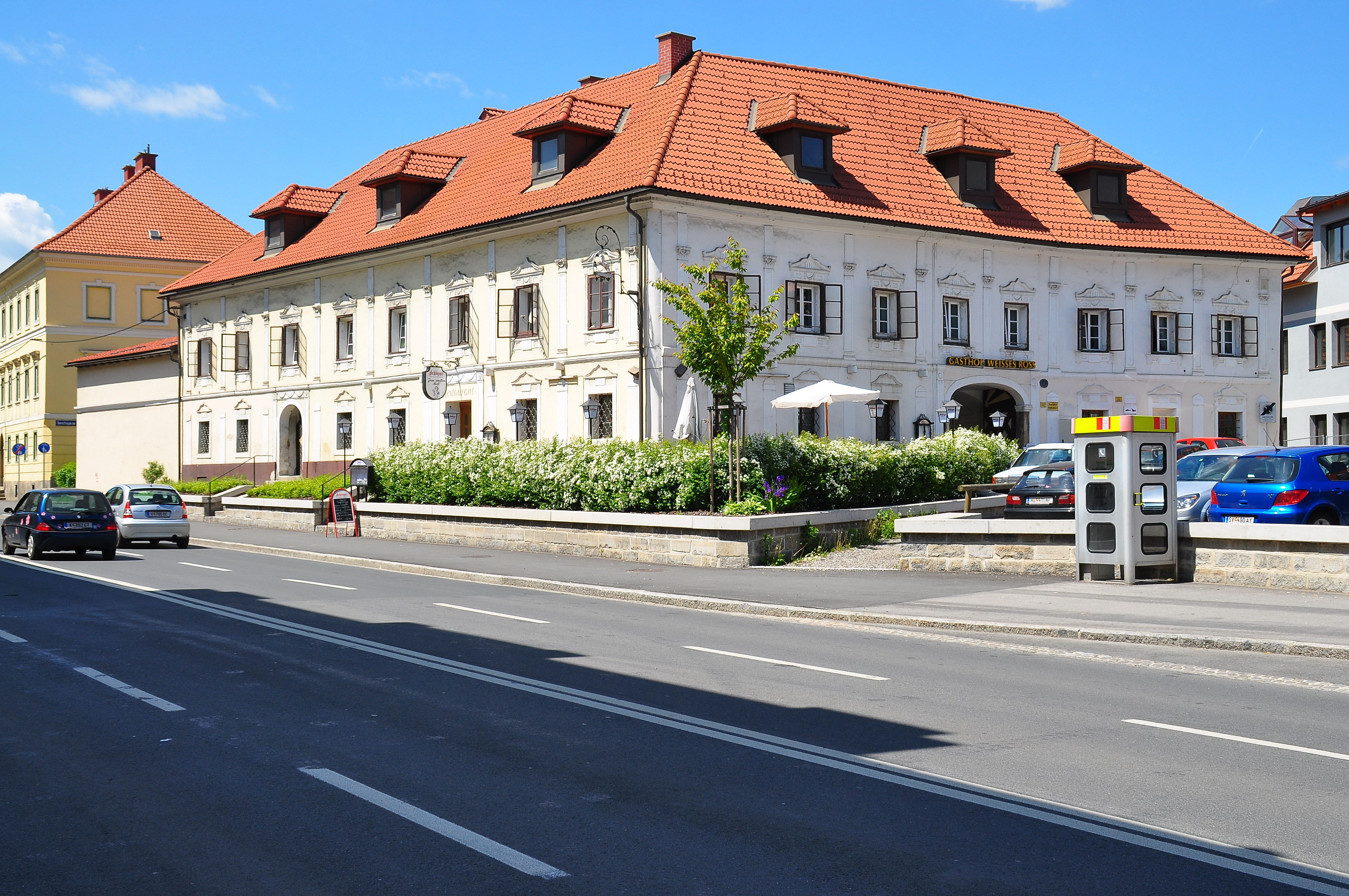
Barocker Gasthof Weißes Ross mit der Haus-Nummer 19

### Konsulat der Republik Indonesien
Die Villa am Sankt Veiter Ring Nr. 3 wurde um 1820 erbaut und ist ähnlich wie das benachbarte „Herbertstöckl“. Es beherbergt das Konsulat der Republik Indonesien.

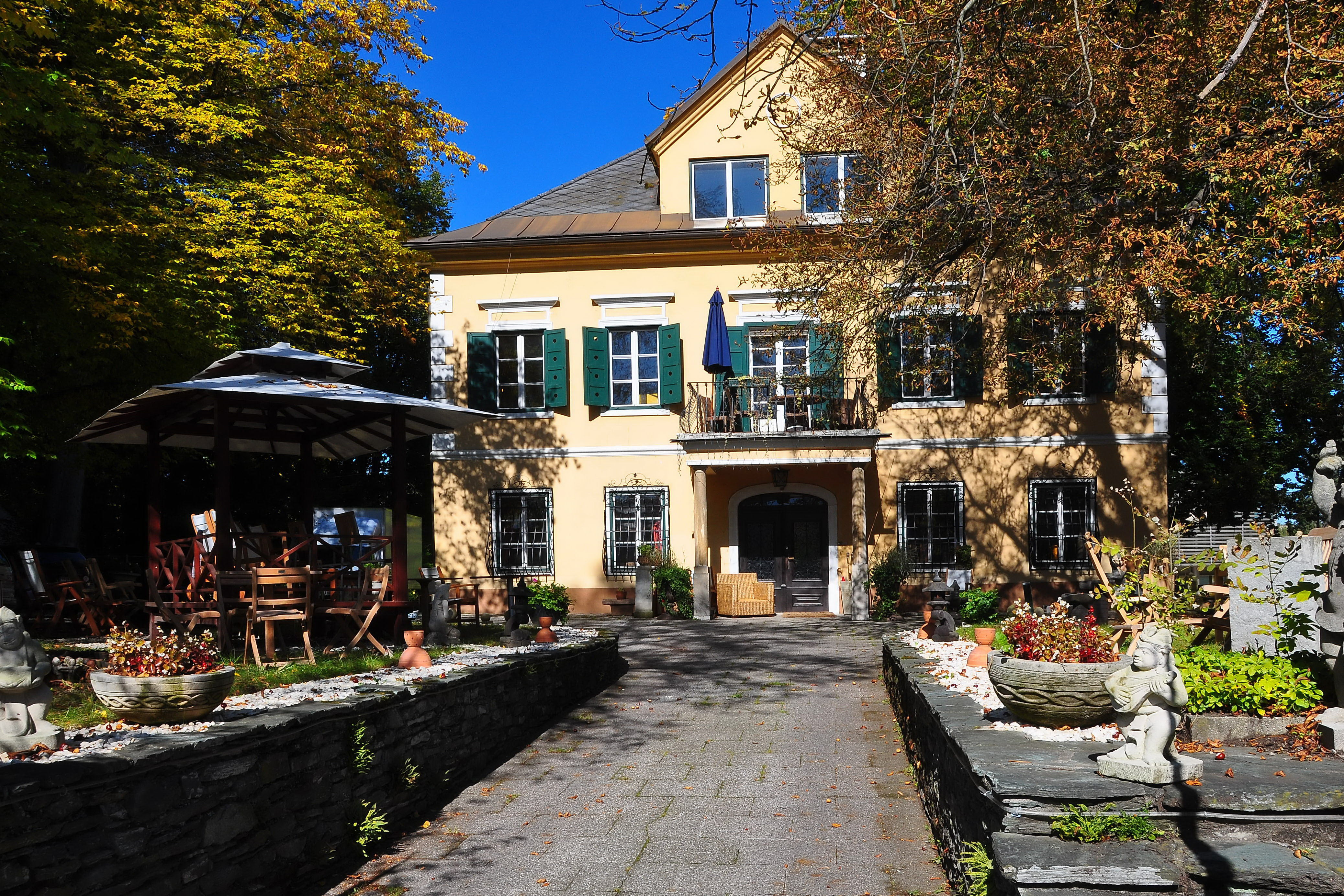
Villa am Sankt Veiter Ring 3

### BKS-Zentrale

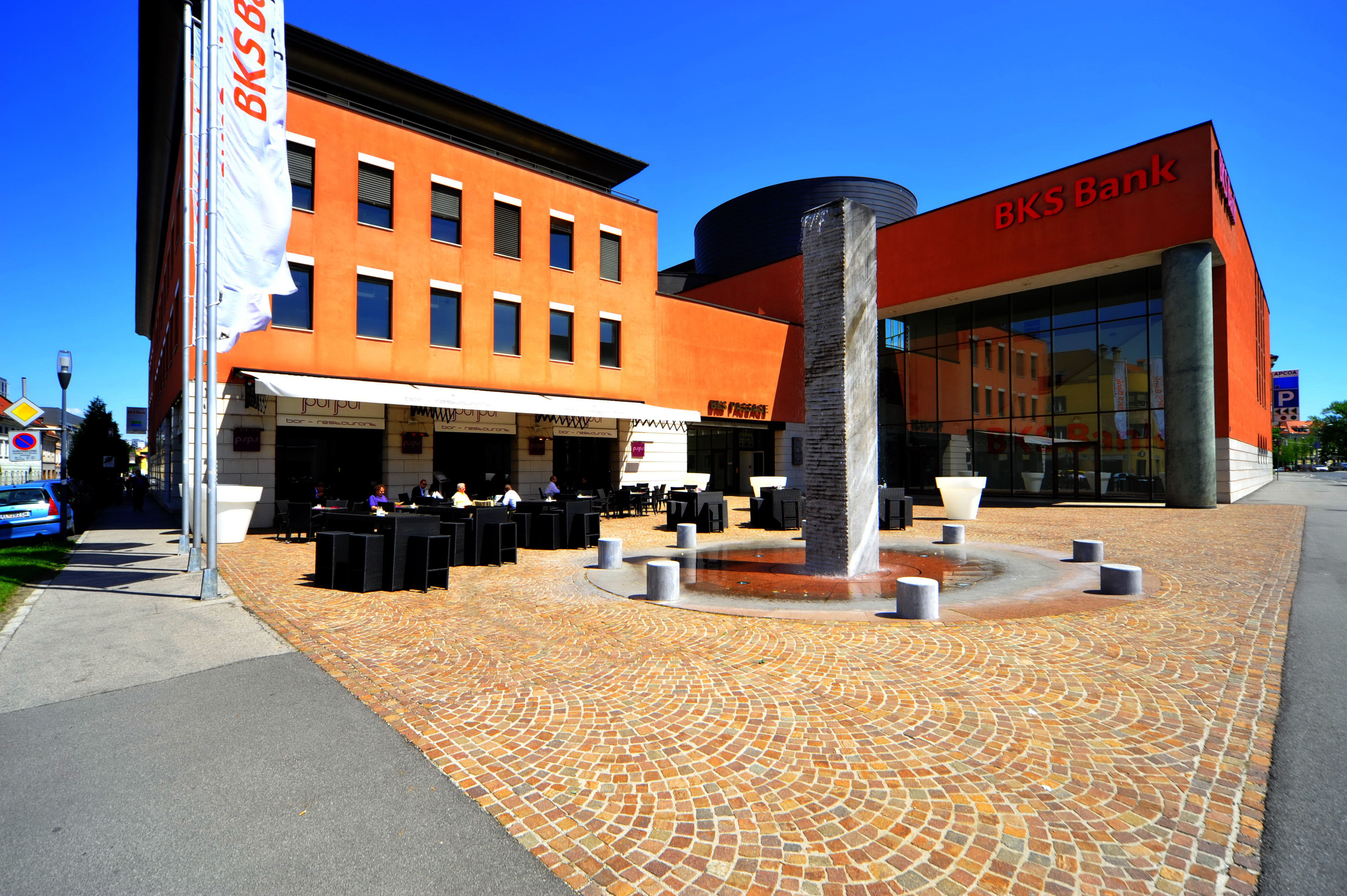
BKS-Zentrale mit Vorplatz und Straßencafé
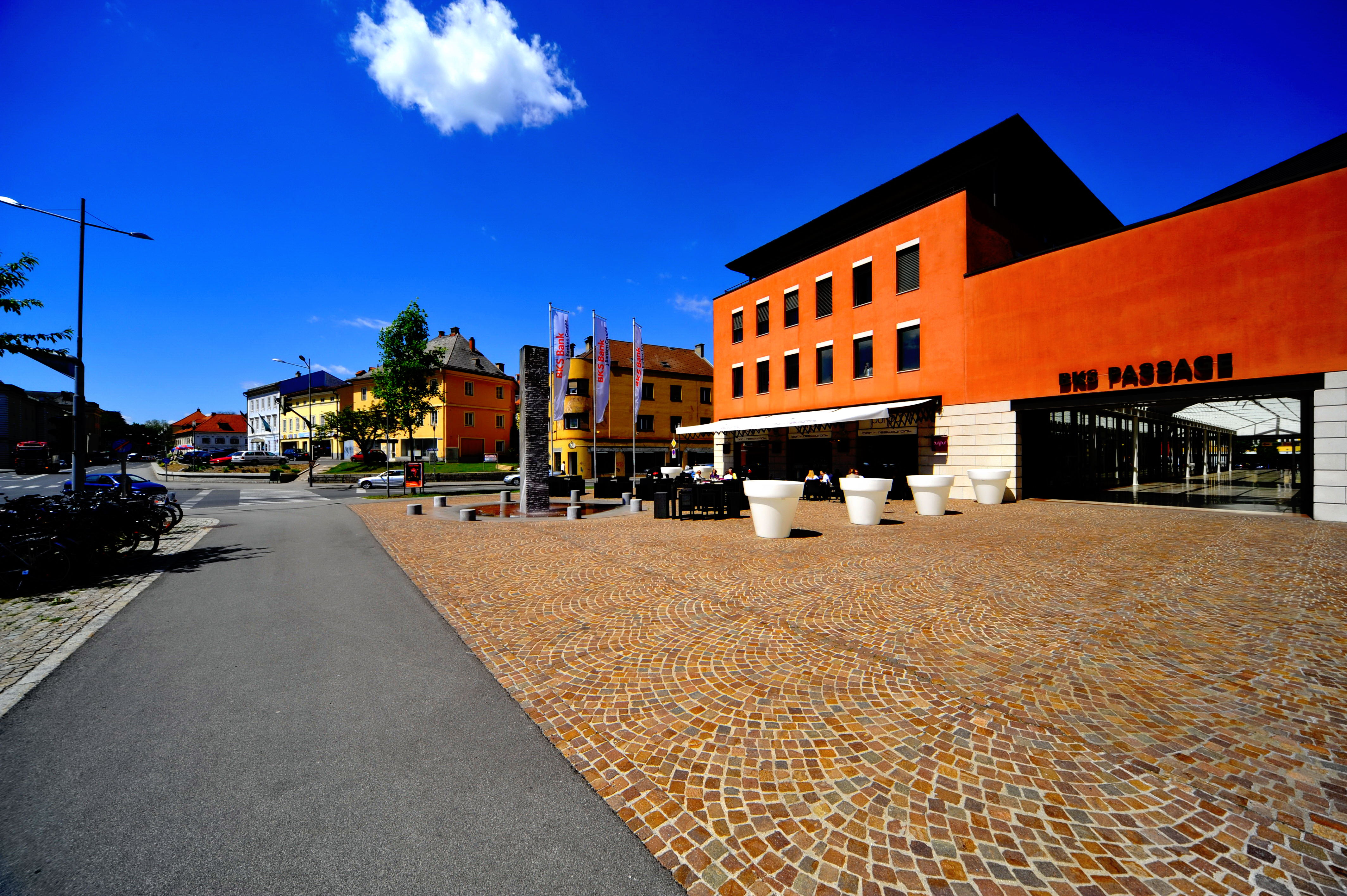
BKS-Zentrale mit Vorplatz und Straßencafé

### Villa mit der Nummer 51
In der siebenachsigen Pilasterfassade der Spätzeit des 18. Jahrhunderts sind in der Mitte im ersten Stockwerk drei Fenster durch segmentbogenförmige Überdachungen und Blüten, sowie Zopfornamente (Festons) hervorgehoben. Das Mittelfenster zeigt überdies ein Parapet, das erstaunlicherweise noch mit Gitterwerk verziert ist, wie es um 1730 üblich war. Alle übrigen Fenster besitzen gerade Stürze. Unklassizistisch ist auch der vegetabile Dekor in den Zwickeln des von Pilastern seitlich gerahmten Korbbogenportalen. Barock sind schließlich die hermenartigen Nixengestalten, die als Überleitung von den Dachtraufen zu den Abfallrohren dienen. Sie sollen – wie der Besitzer weiß – vom alten Theaterbau übernommen und hier angebracht worden sein.

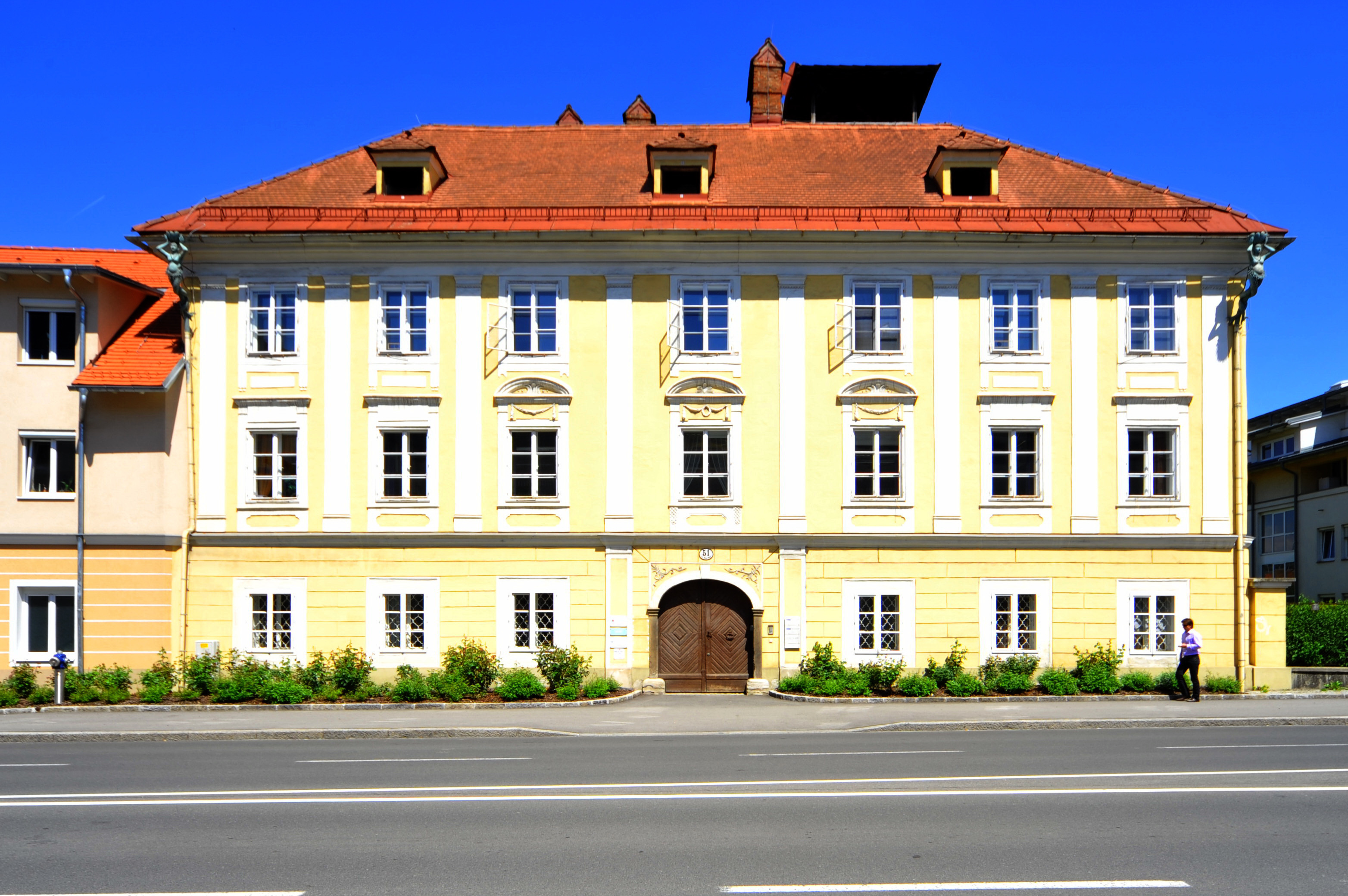
Villa aus der Spätzeit des 18. Jahrhunderts

## Sankt Veiter Straße

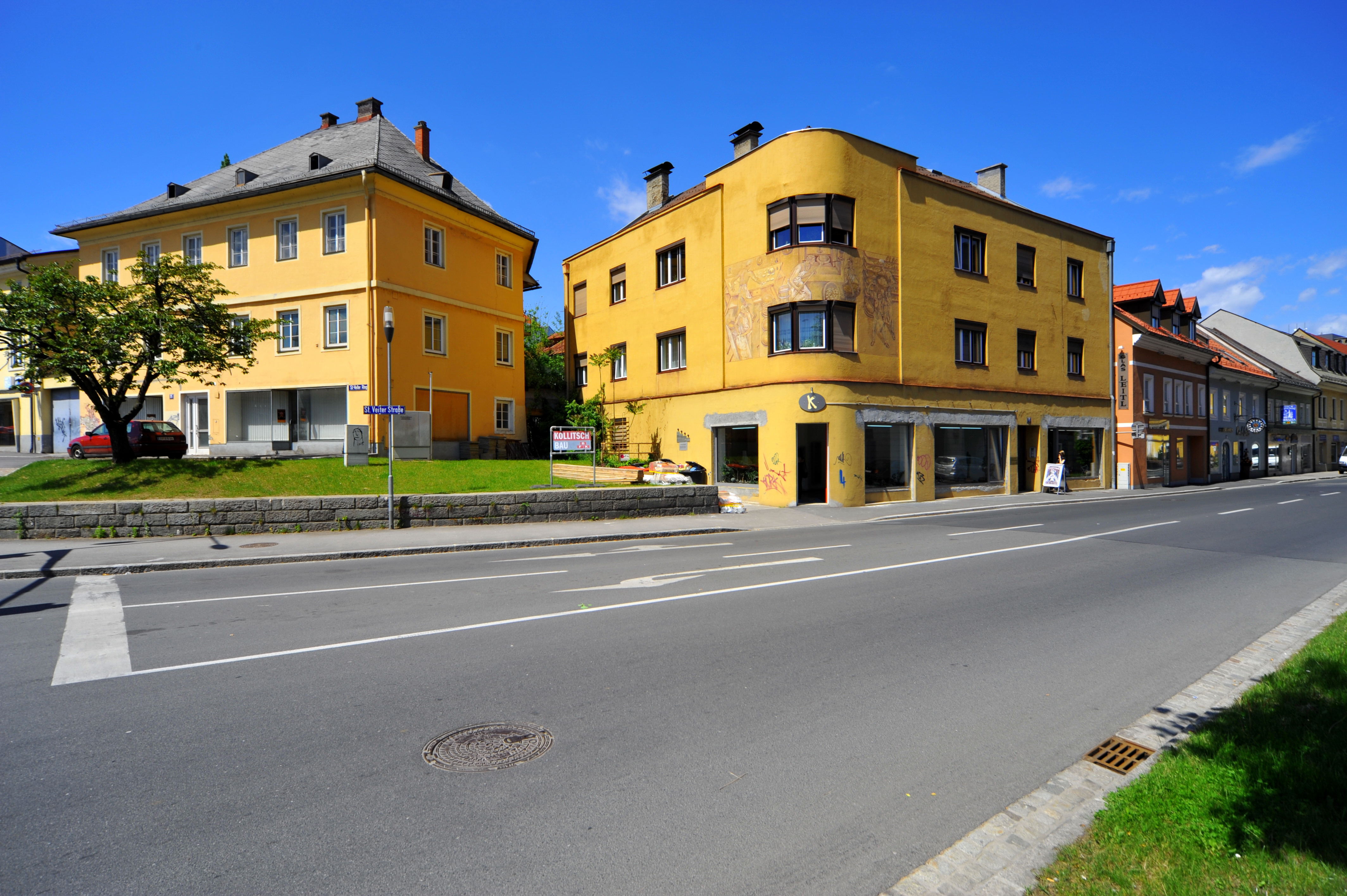
Haus Nummer 16 – Ecke Sankt Veiter Ring
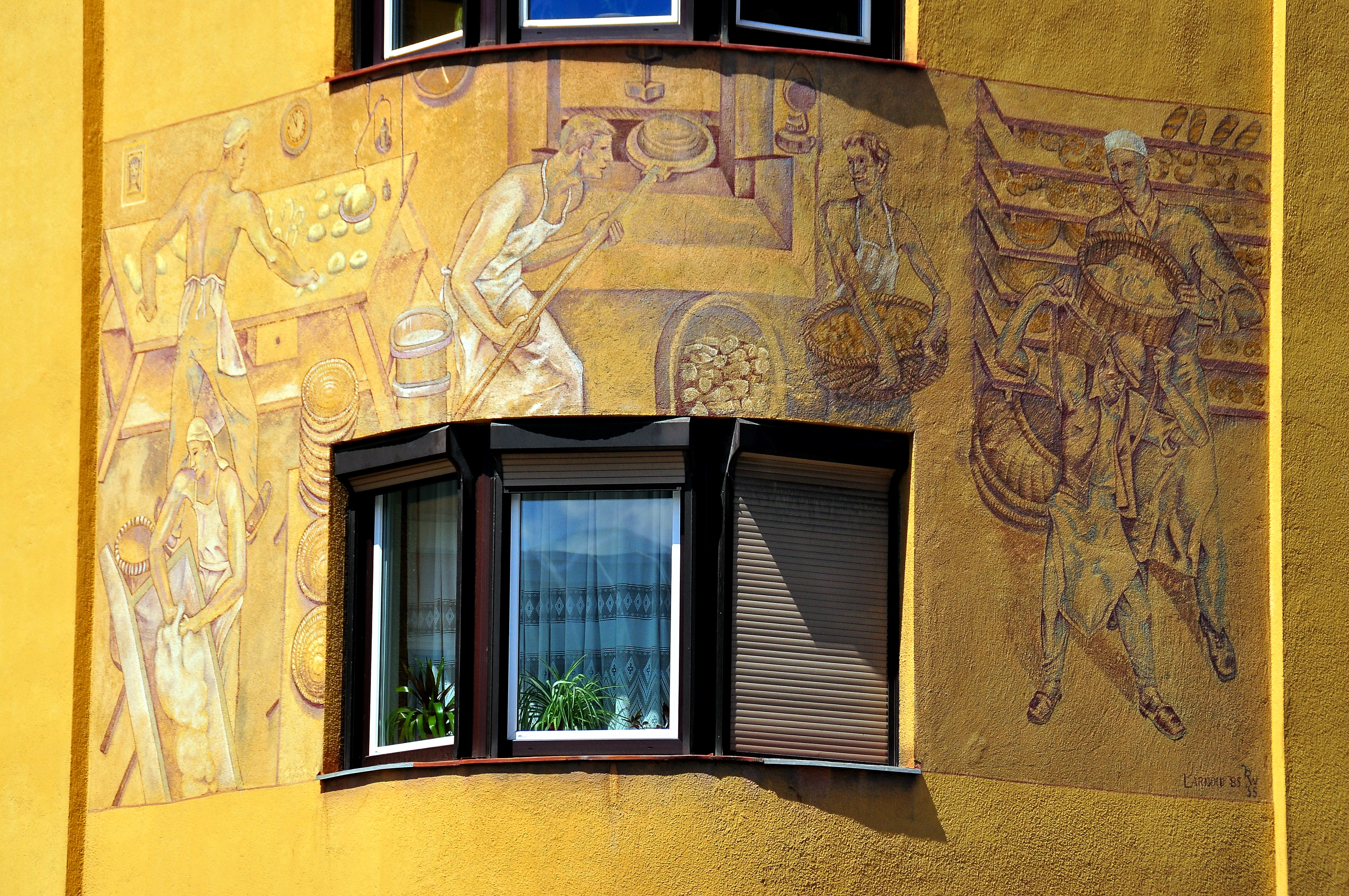
Fresko von Lukas Arnold aus dem Jahre 1985 am Haus Nr. 16

## Feldkirchner Straße

### Militär-Verpflegs-Magazin
Das Militär-Verpflegs-Magazin auf der rechten Seite der Feldkirchner Straße mit der Nummer 18 steht auf einem 5.400 m² großen Areal. Das Bauensemble bestand aus dem Hauptgebäude, dem Backhaus, dem Mehldepot und einem Bettenmagazin. Dazu kamen ein Garten mit Wäschetrocknungsplatz und das Waschhaus. Der Pumpbrunnen lieferte sehr gutes Trinkwasser, das über eine hölzerne Leitung in die Backstube floss.

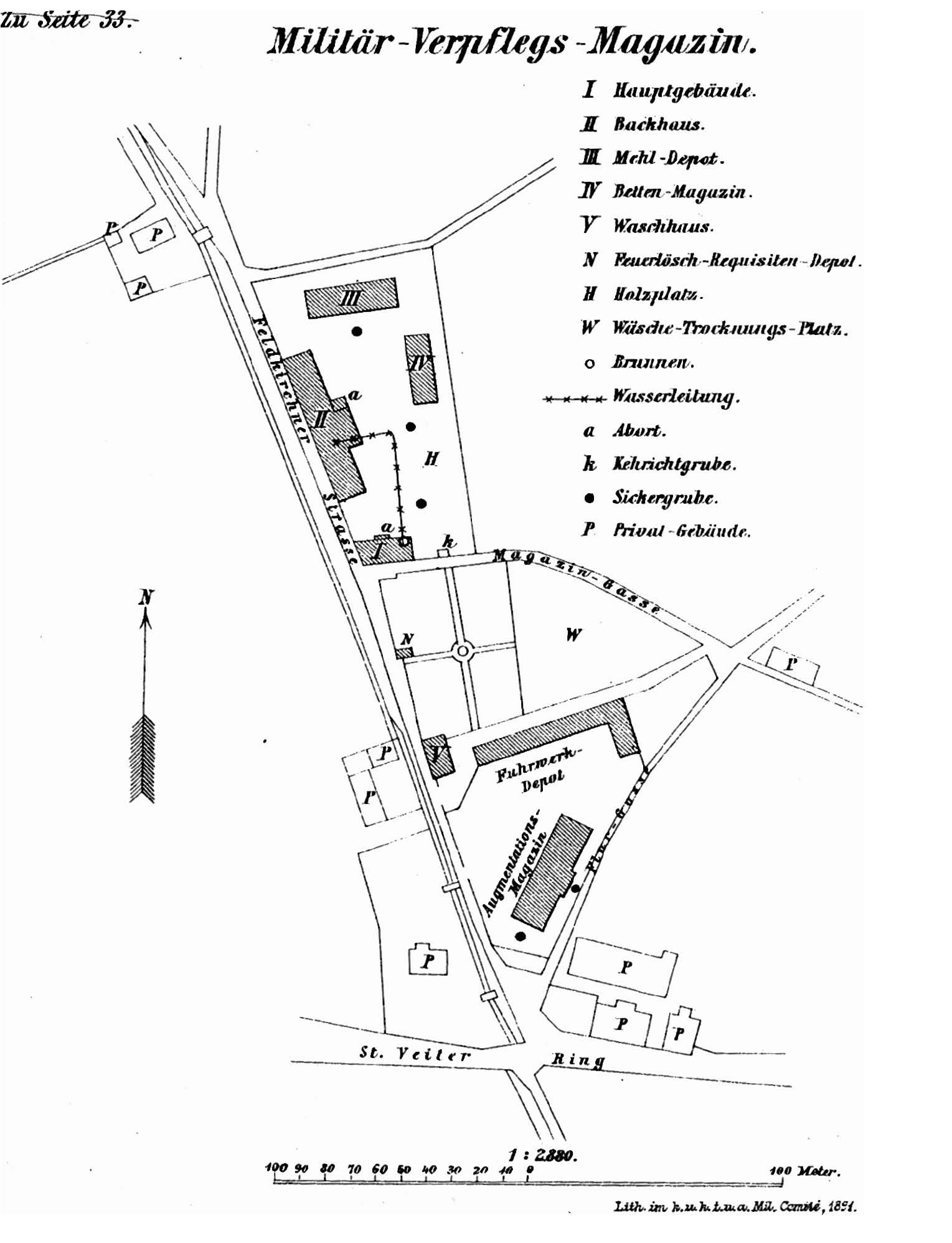
Lageplan des Militär-Verpflegs-Magazins im Jahre 1891
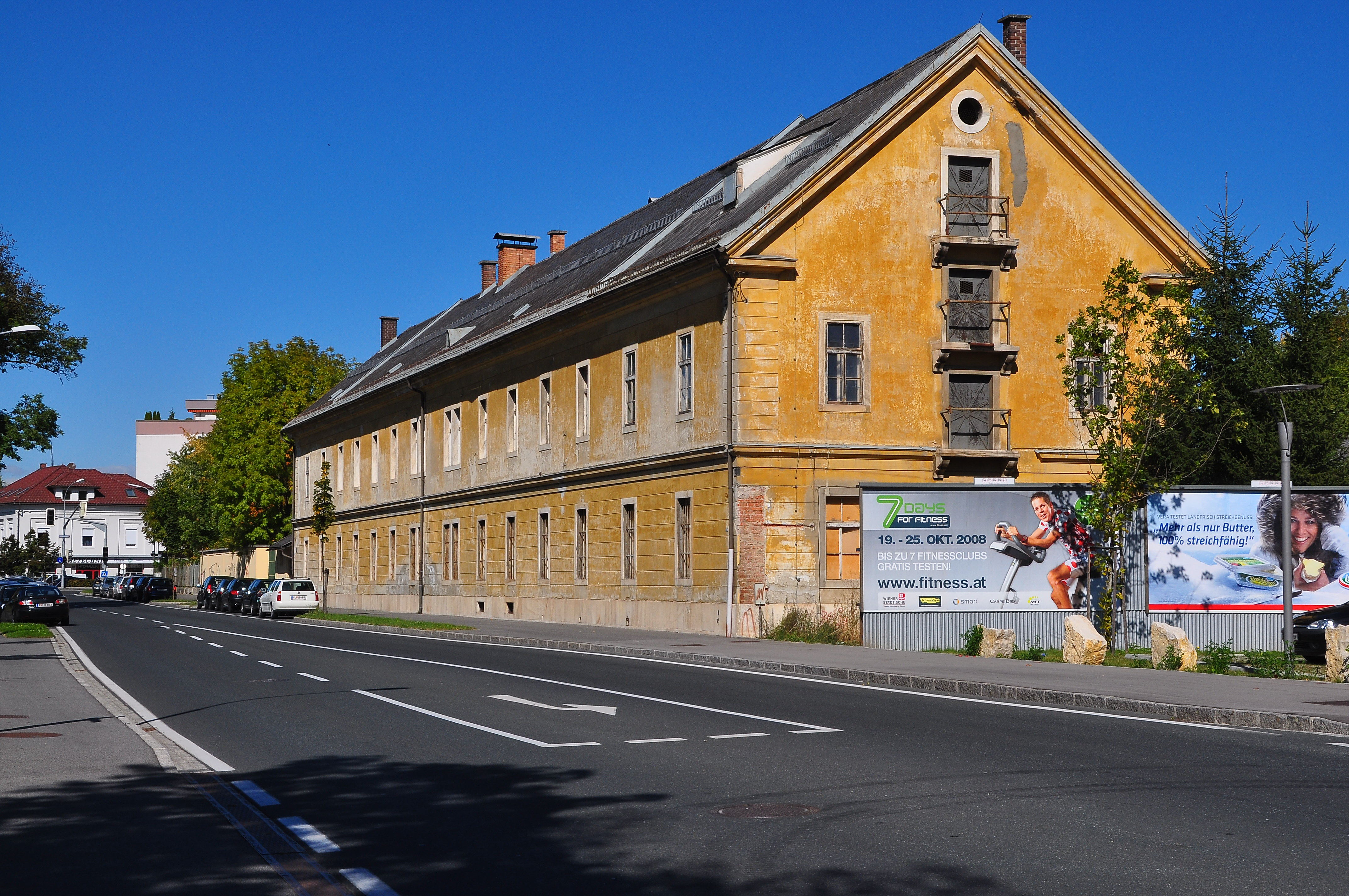
Backhaus des Militär-Verpflegs-Magazins in der Feldkirchner Straße 18

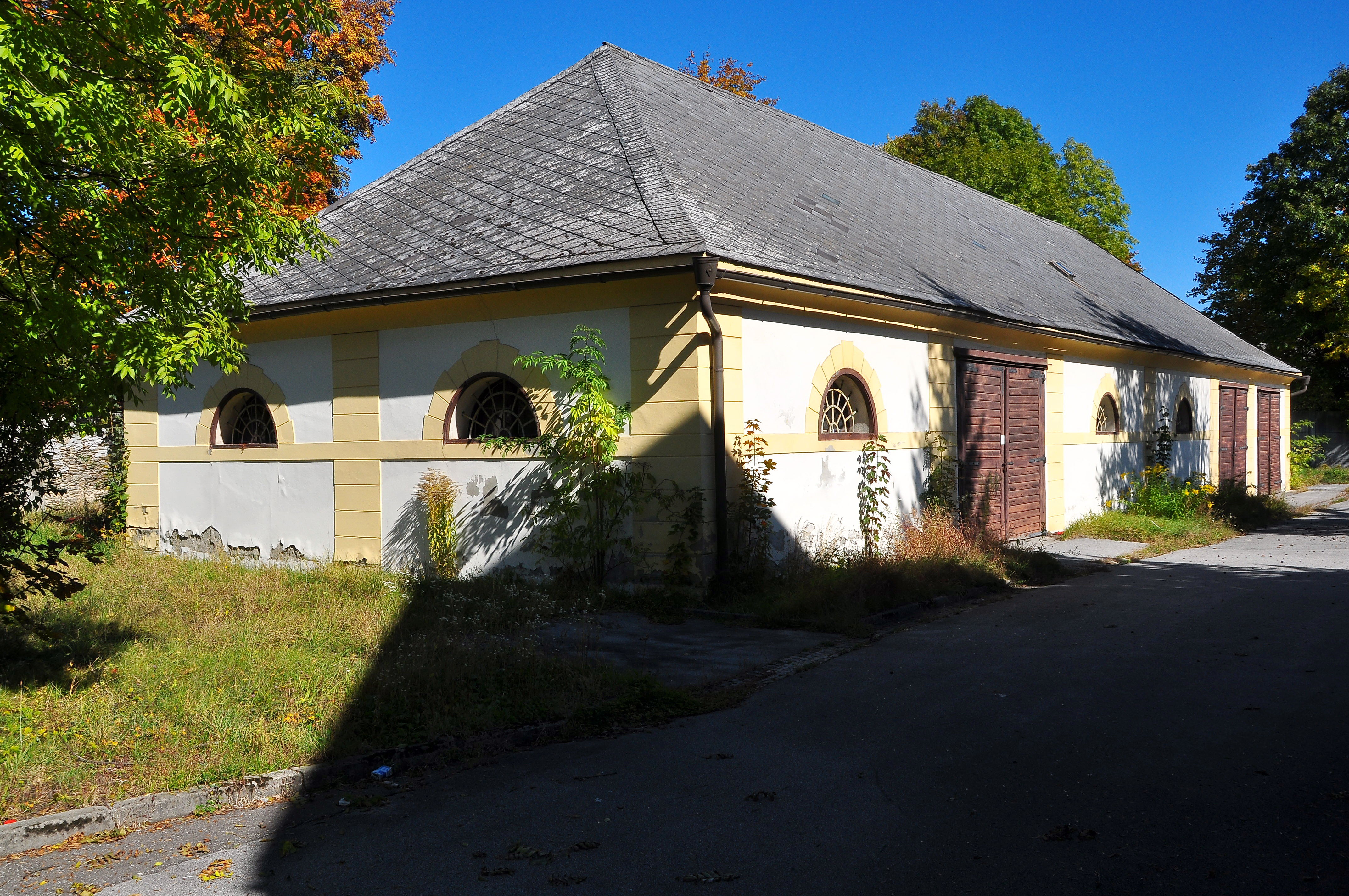
Mehl-Depot des Militär-Verpflegs-Magazins in der Feldkirchner Straße 18
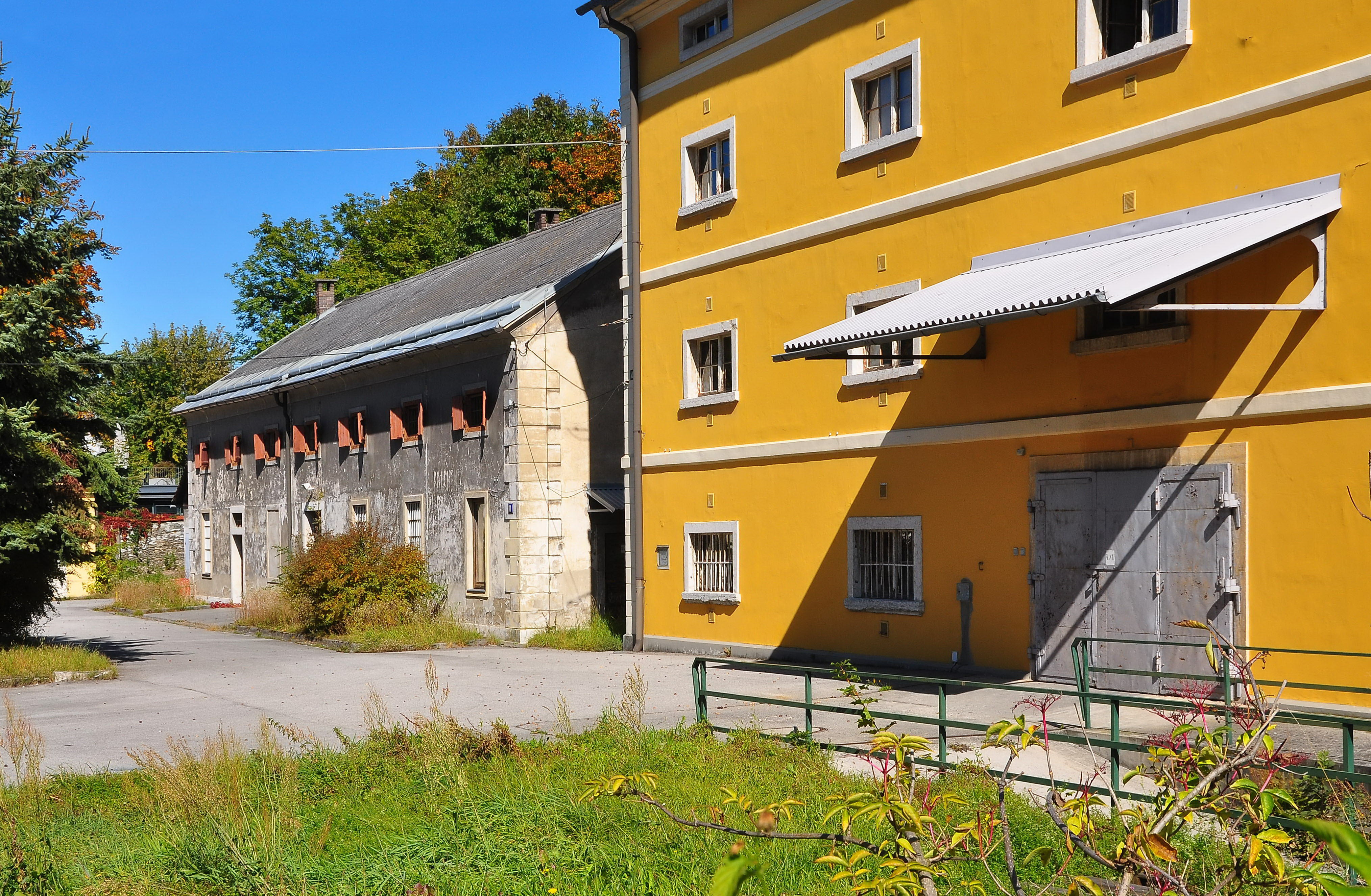
Betten-Magazin (links) und Hafer-Depot vom Militär-Verpflegs-Magazin in der Feldkirchner Straße 18

### Klagenfurter Turnverein im Herbertgarten
Der Begründer des Turnsports ist der Berliner Karl Friedrich Meinhardt, Jahrgang 1825. Ihn brachte der Lederfabrikant Eduard Janesch 1853 nach Klagenfurt und ebnete ihm hier den Weg als Turnlehrer. Zu jenen Klagenfurtern, die sich für das Turnen begeistern ließen, zählte der Gründer der Klagenfurter Freiwilligen Feuerwehr, Ferdinand Jergitsch. Meinhardt erreichte, dass er auch an den Schulen für körperliche Ertüchtigung werben durfte. 1862 wurde im Großen Wappensaal des Landhauses der Klagenfurter Turnverein aus der Taufe gehoben. Der Sportpionier starb 1896 und wurde in Sankt Ruprecht zu Grabe getragen. Sportstätten und Vereinsgebäude befinden sich nach wie vor in der Feldkirchner Straße Nr. 11 im Herbertgarten EZ 161 Kl V.

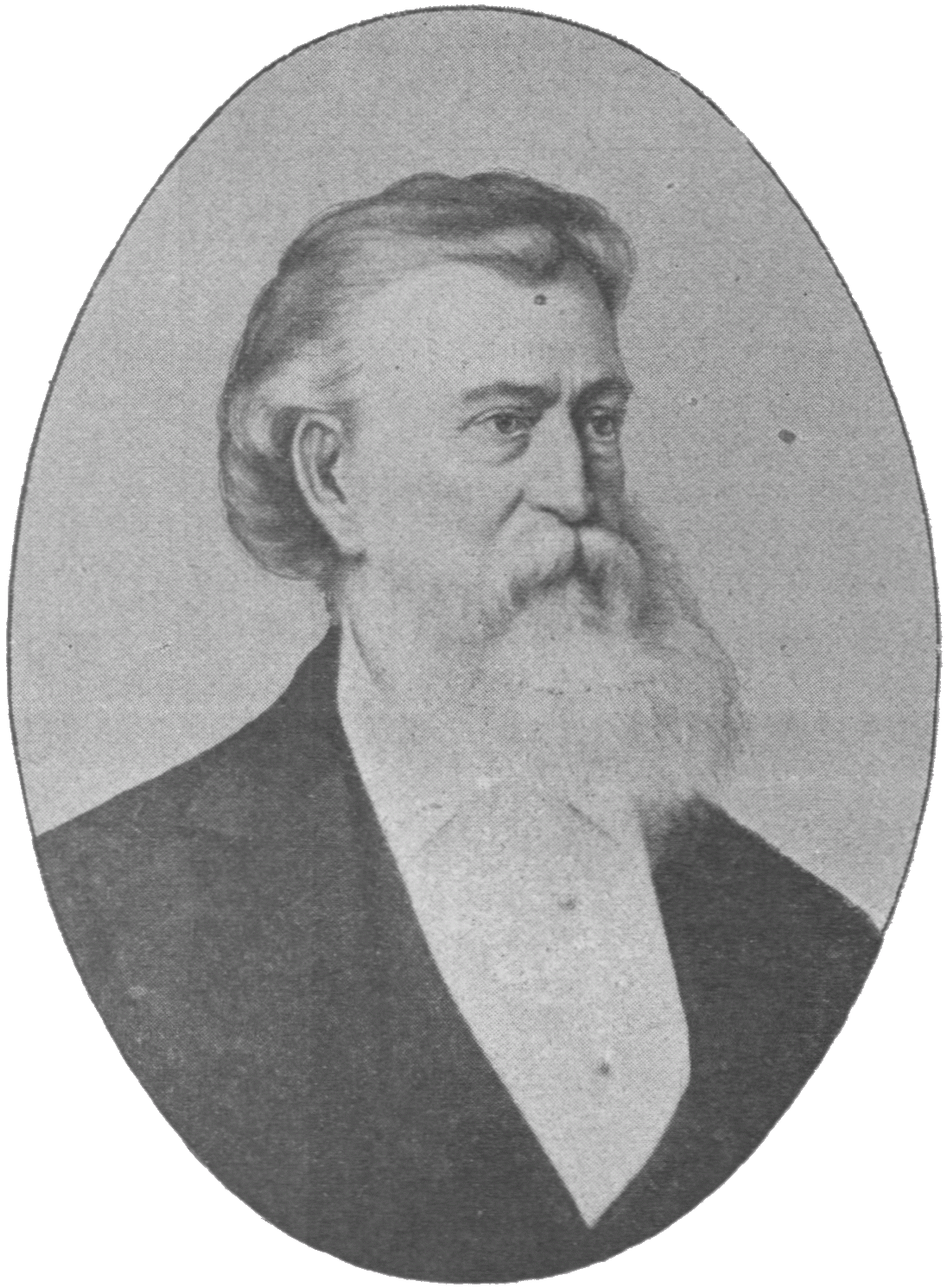
K. Meinhardt (1825–1896), von Michael Ogertschnig
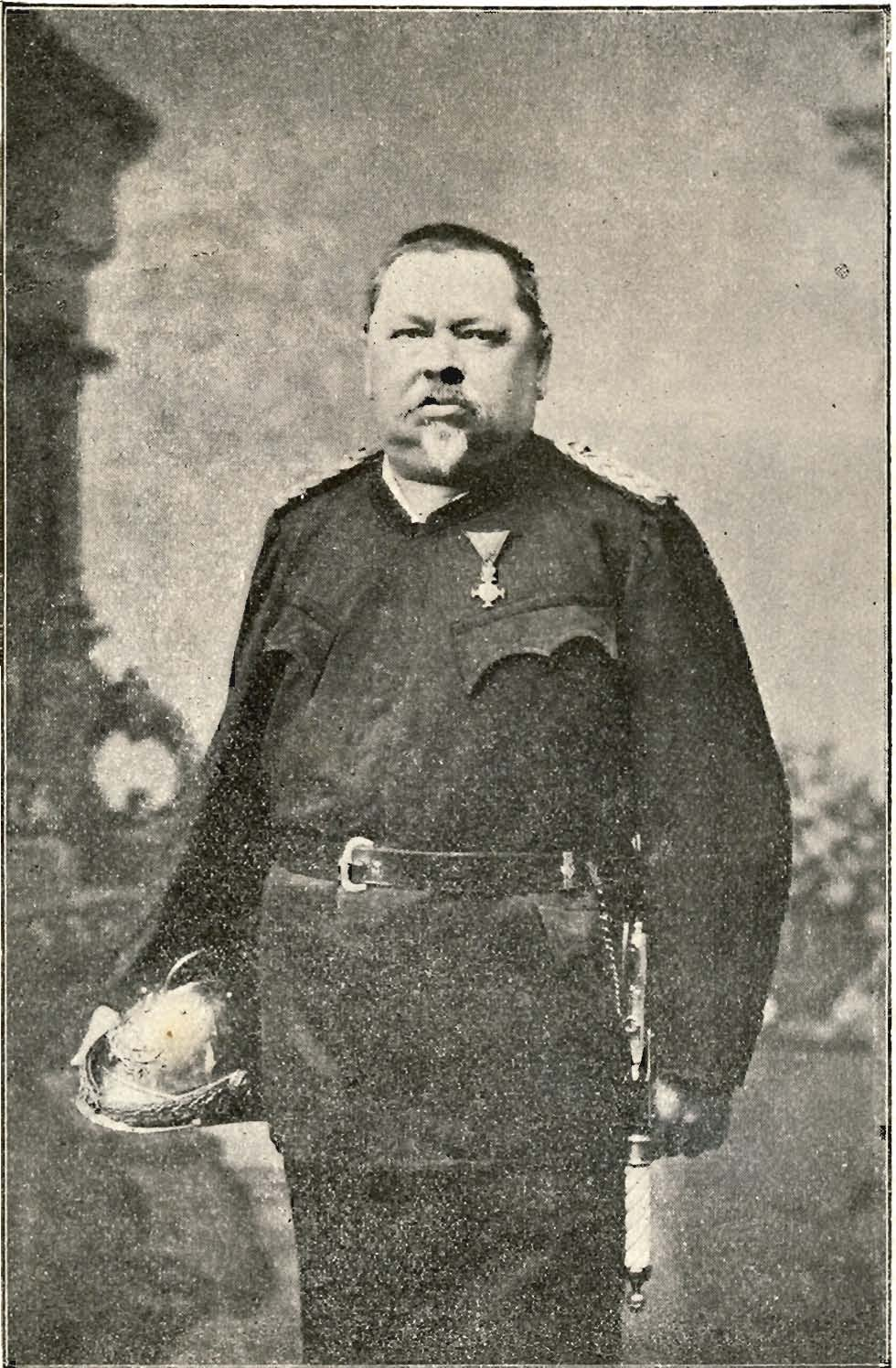
Ferdinand Jergitsch (1836–1900)
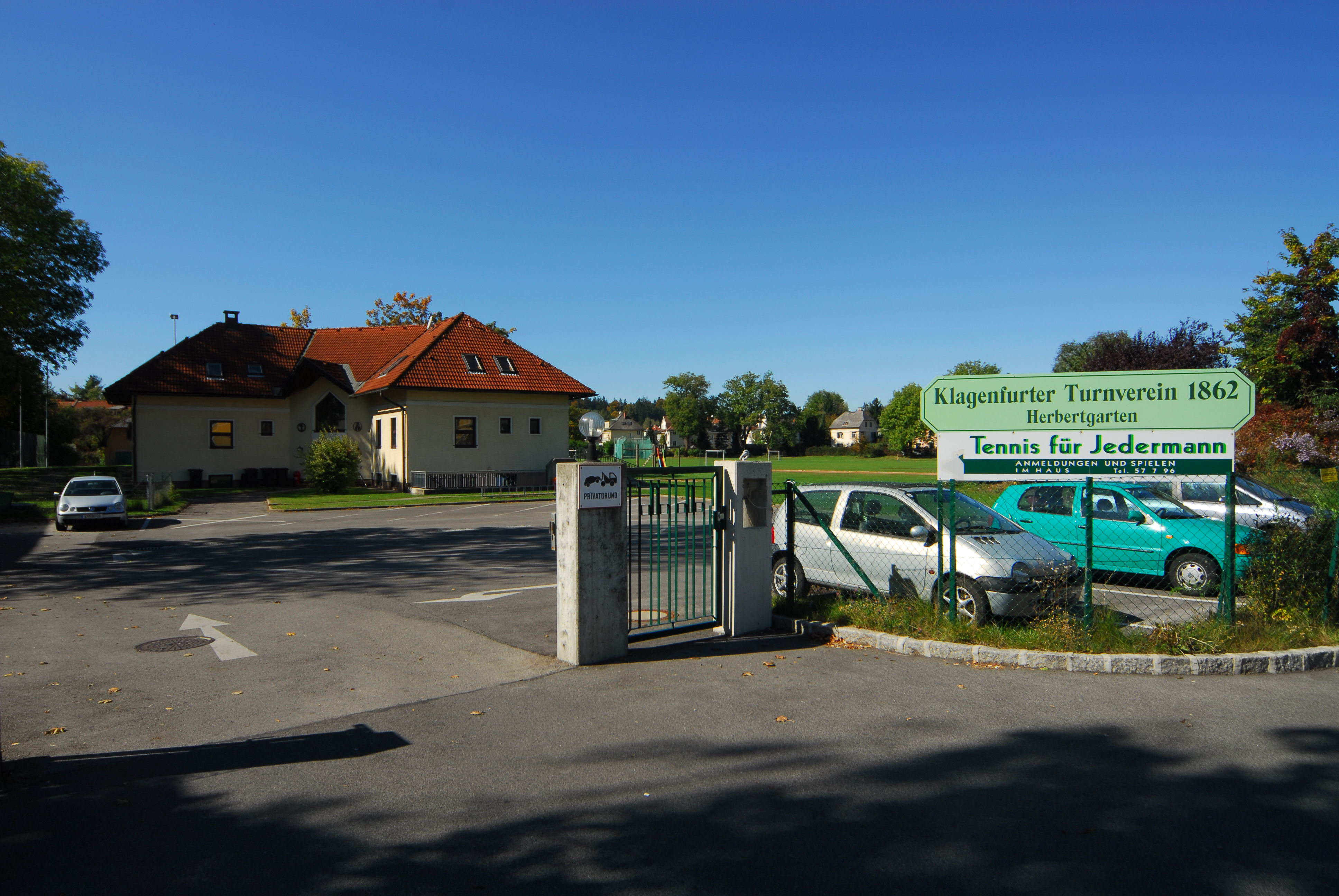
Klagenfurter Turnverein 1862

### Gasthaus Wispelhof
Feldkirchner Straße Nummer 29. Ursprünglich im Besitz der Familie Herbert. Das Dominium „Mittnacht zu Werthenau“ bestand und besteht aus dem Herbertstöckl und dem Herbertgarten. Der Wirt Simon Lepuschitz erwirbt daraus dieses Grundstück mit der EZ 9 Kl V. Dieser verkauft 1801 die Liegenschaft dem Steinbierbrauer Johann Hudelist. Den Dachboden benutzt er zum Trocknen der Gerste. Von 1837 bis 1873 ist der Seifensieder Johann Kommetter Besitzer von Gasthaus, Stall, Stadel und Wagenschuppen. 1879 Peter Koch, 1885 Peter Klee, es folgen weitere Besitzer. 1895 wird der Wagenschuppen zur Wohnung umgebaut. 1849 pachtet die Familie Mischkounig den Wispelhof, 1952 kauft sie ihn.

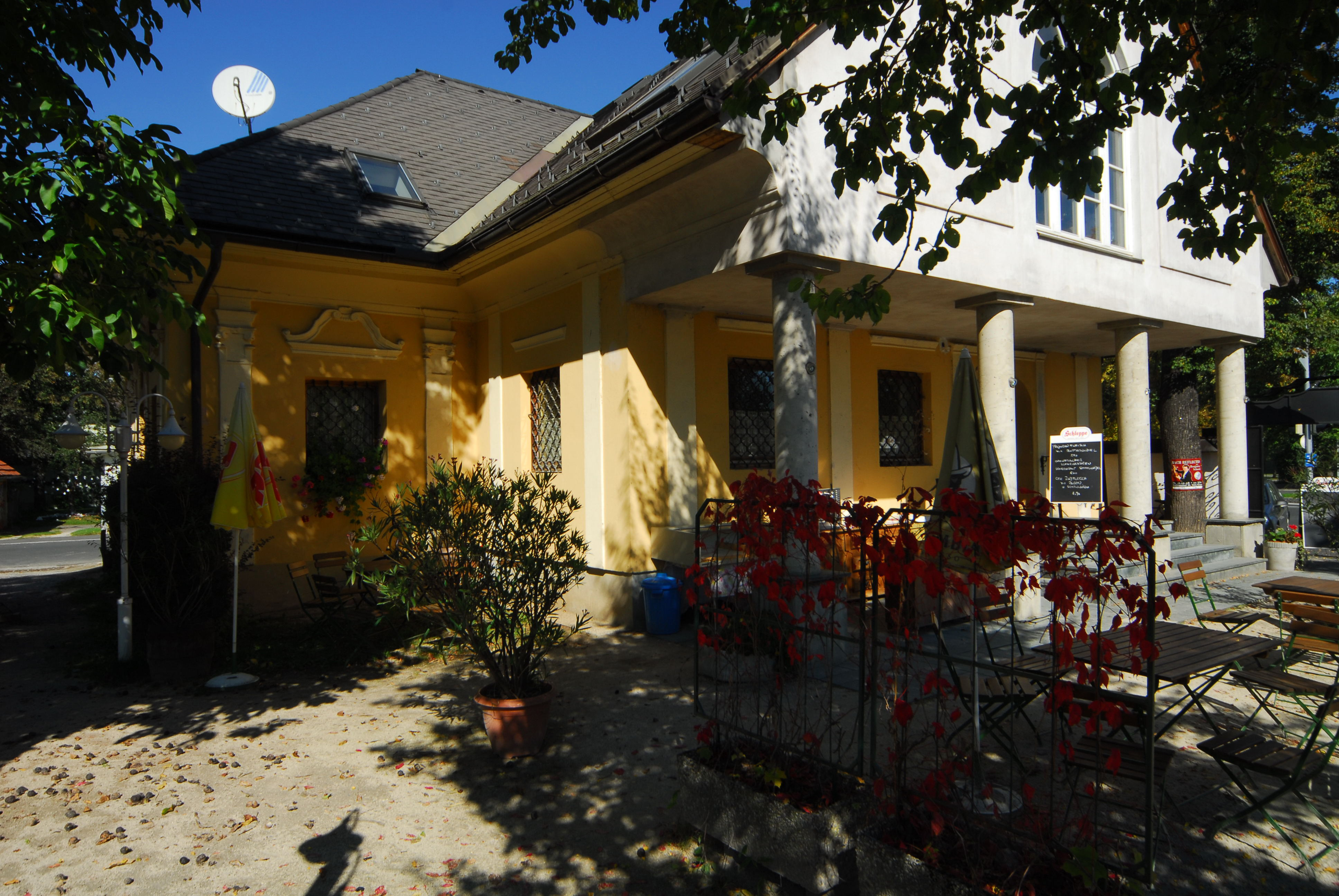
Der Wispelhof in Schönbrunner-Gelb
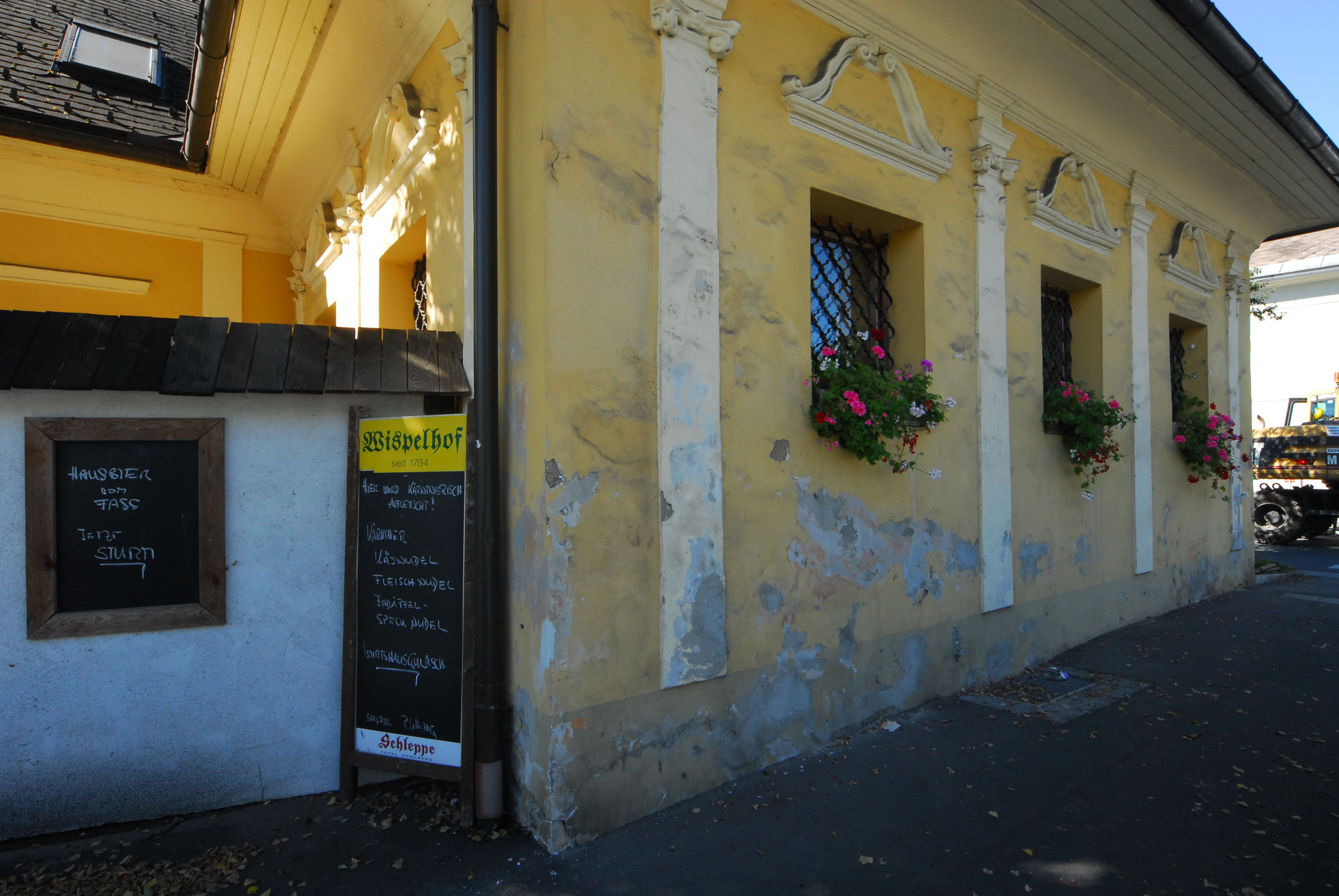
Feldkirchner Straße 29

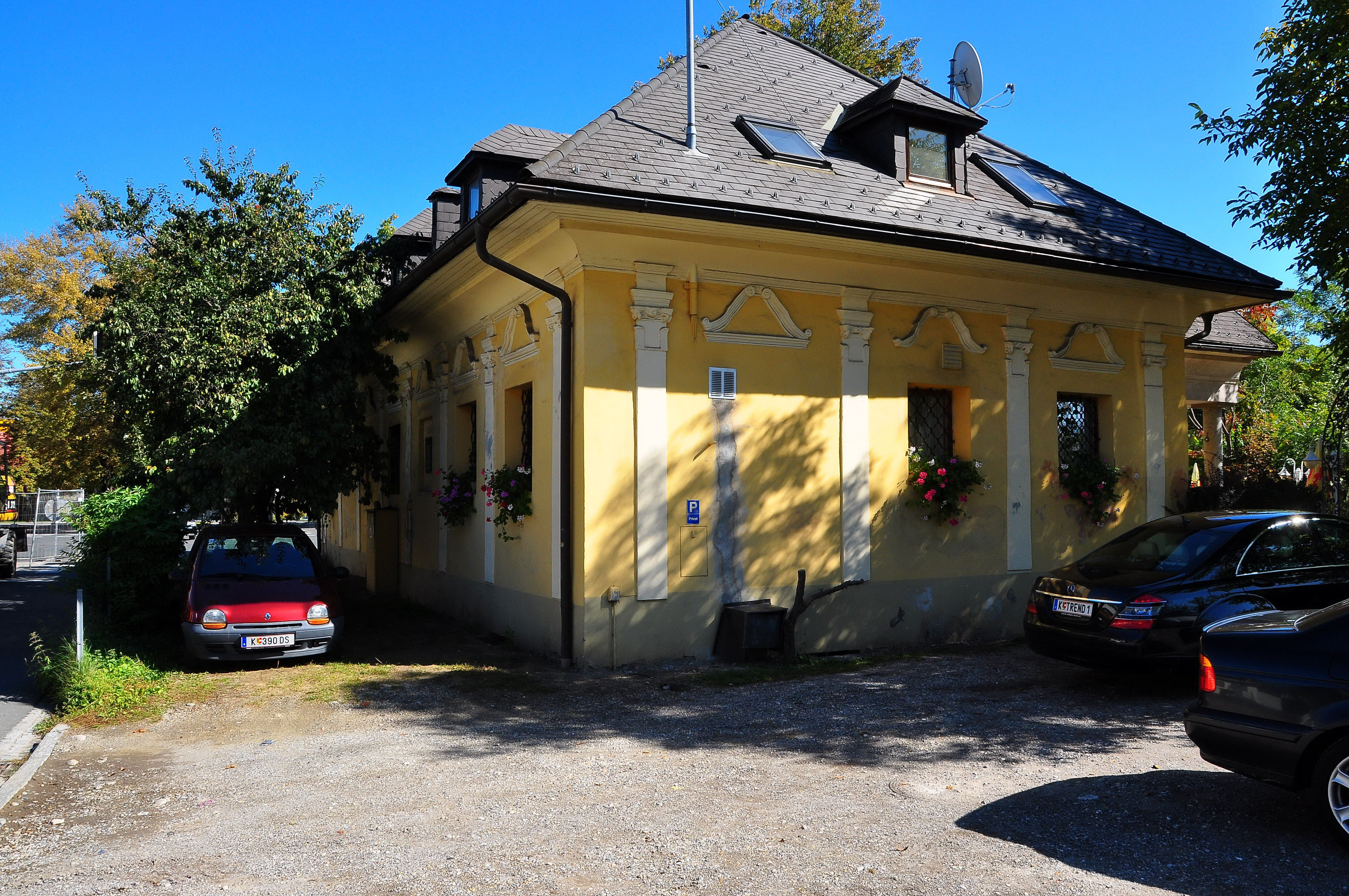
Gasthaus Wispelhof – Südwestansicht
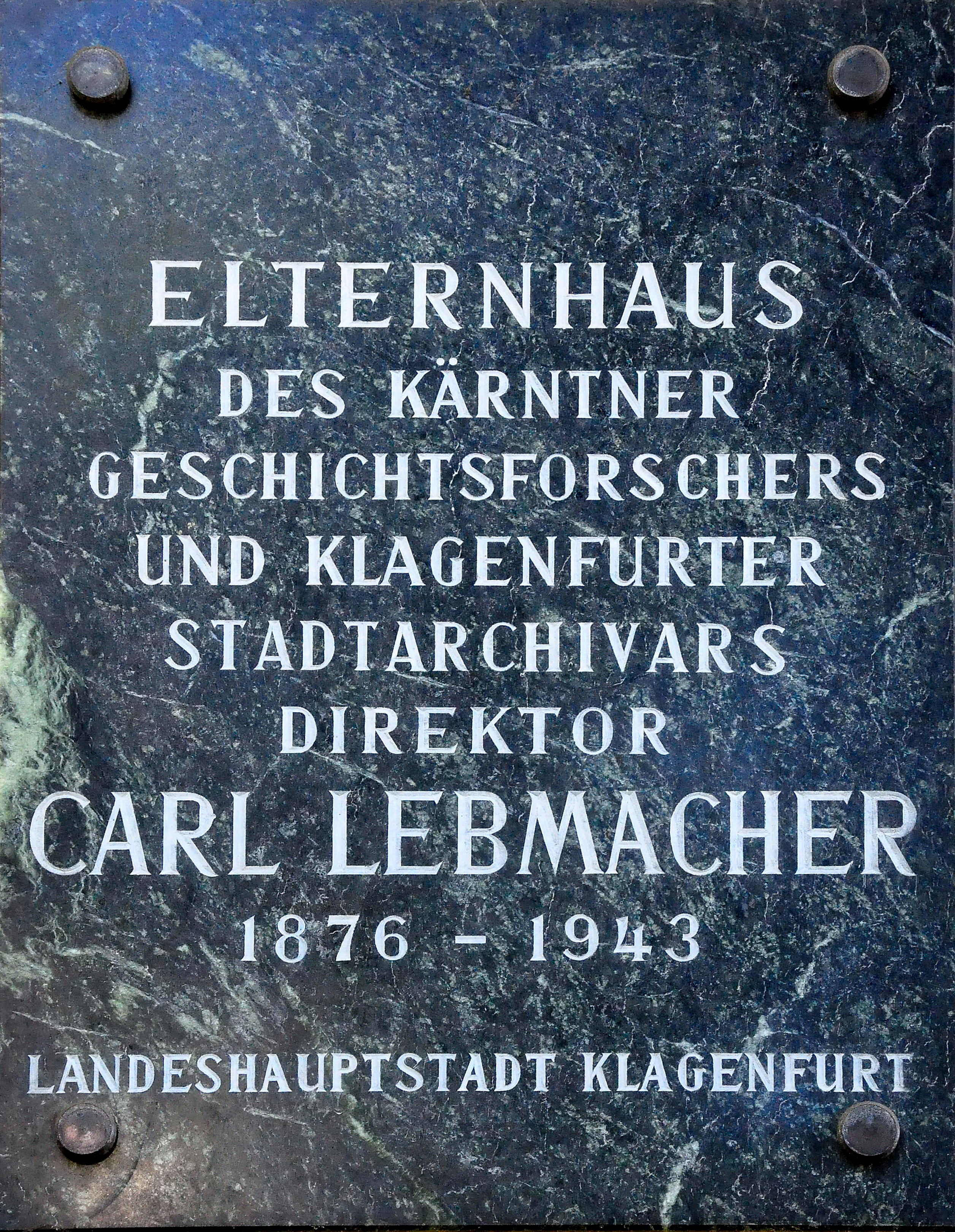
Gedenktafel für Carl Lebmacher

An der Westseite erinnert eine marmorne Gedenktafel an den Kärntner Geschichtsforscher und Klagenfurter Stadtarchivar Direktor Carl Lebmacher (1876–1943), der im Wispelhof sein Elternhaus hatte.

### Färbereibetrieb der Familie Wanggo

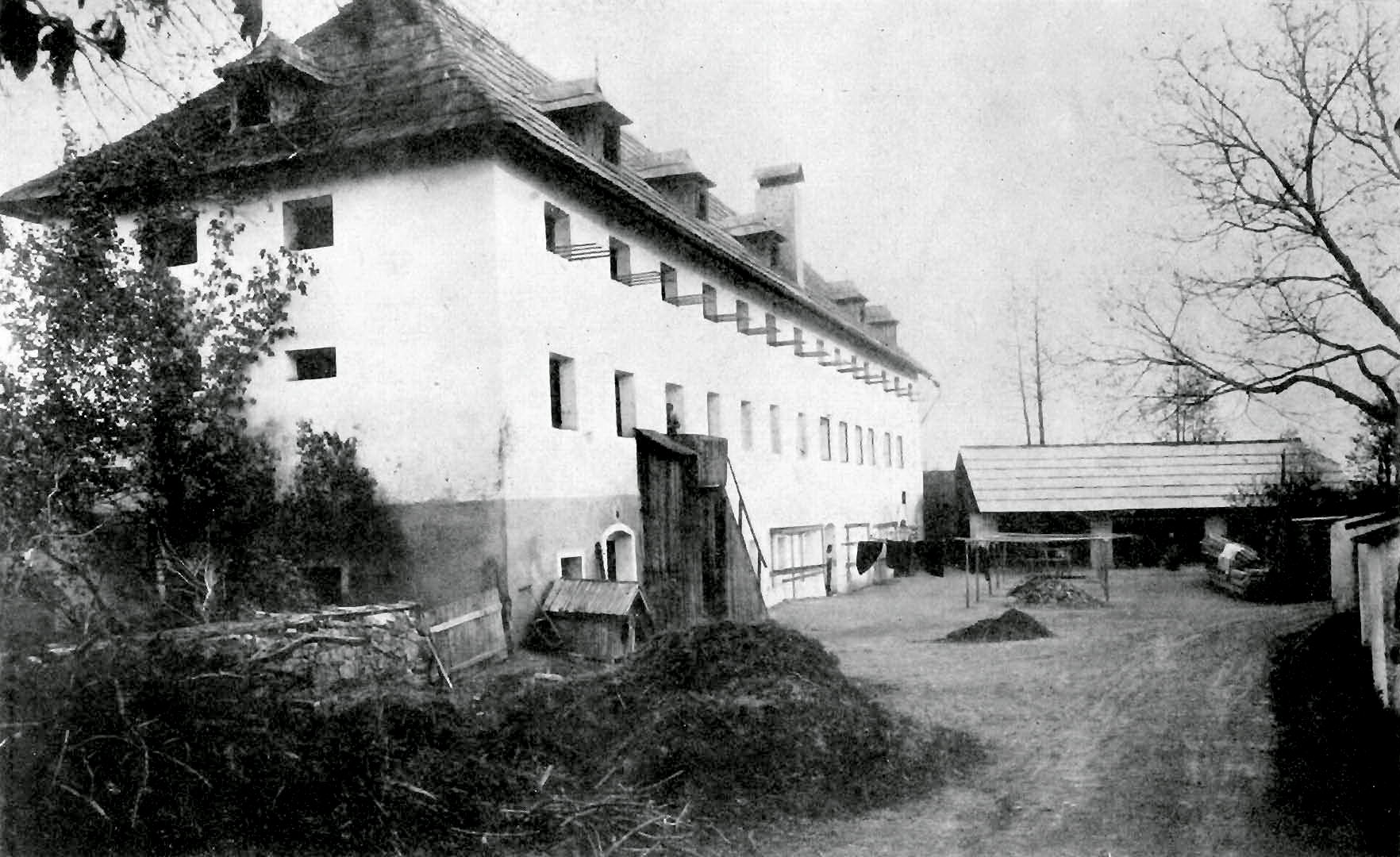
Das Färbereigebäude Wanggo im Jahre 1900

Die Wanggos sind eine alteingesessene Familie und hatten Färbereibetriebe in Villach, Klagenfurt und Sankt Veit an der Glan. In die Feldkirchner Straße kamen sie 1811. Ein Zweig des Geschlechtes erwarb das sogenannte Rampichl-Stöckl und die Tuchfabrik des Franz Rauscher aus 1800 um 13.500 Gulden. Das Areal bot eine optimale Lage für einen Färbereibetrieb, da die Fabrik direkt am Feuerbach stand. Man verlegte den Betrieb also von der Villacher Vorstadt hierher und richtete sich im geräumigen Fabrikgebäude ein. 1841 verfügten die Blaudruckerei und die Färberei über acht kupferne Färbkessel. 1898 wurde der Betrieb um eine Chemiewäscherei – die erste in Kärnten – erweitert, für die eine Benzinwaschmaschine samt Destillierapparat angeschafft wurde. Diese Umstellung war auch deshalb notwendig, weil sich die Blaudruckerei von Hand nicht mehr rentierte. Zu den letzten Arbeiten zählten Taschentücher für den Bischof Josef Kahn, der Schnupfer war. Natürlich hatten zu dieser Zeit längst Dampfmaschine und Dampfkessel den Betrieb erobert. 1911 kam es zu einer weiteren Modernisierung der Firma Wanggo, die sich nach wie vor in Familienhand befand. In der Folge wurde die Wäscherei zum Hauptgeschäft. Die englische Besatzungsmacht beschlagnahmte 1945 den Betrieb und benützte ihn für ihre Zwecke, er wurde erst 1947 wieder freigegeben. In der zweiten Hälfte des 20. Jahrhunderts fiel das Färbereigebäude der Spitzhacke zum Opfer, erhalten geblieben ist das Rampichl-Stöckl, in dem nach wie vor Mitglieder der Wanggo-Familie wohnen.

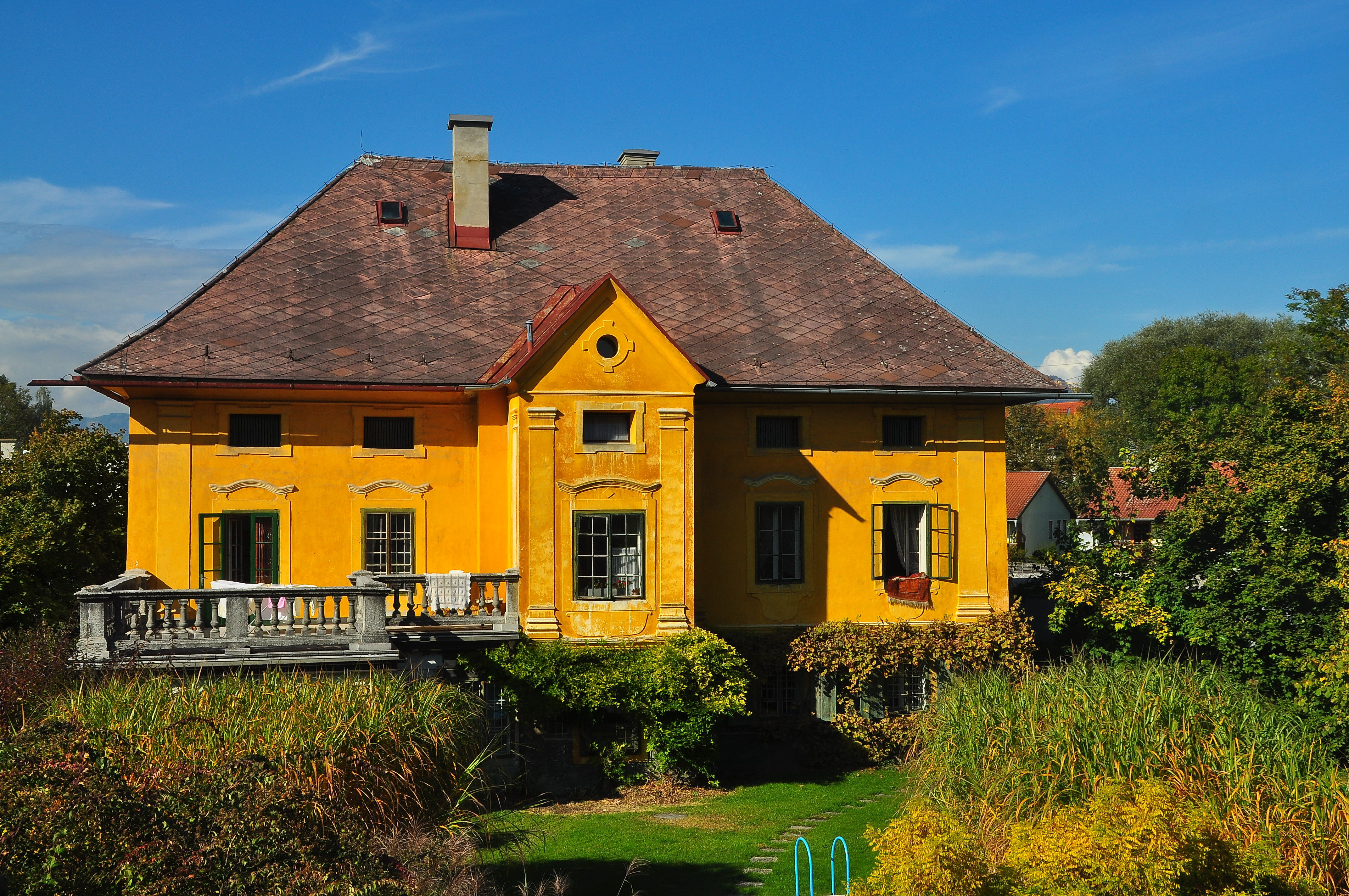
Rampichl-Stöckl der Familie Wanggo aus dem Jahre 1800, Feldkirchner Straße 90, Rückseite
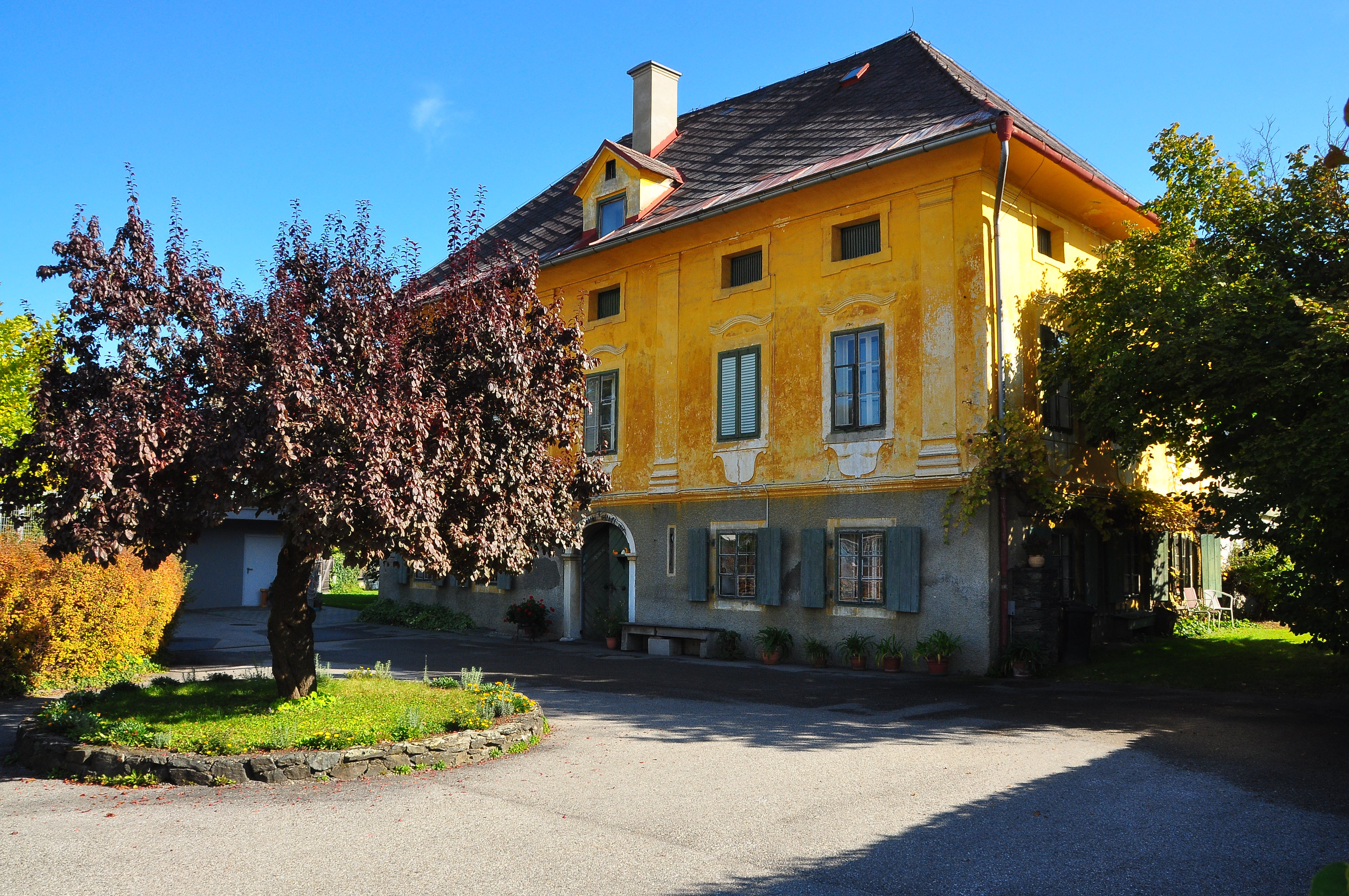
Rampichl-Stöckl der Fam. Wanggo, Feldkirchner Straße 90, Vorderseite
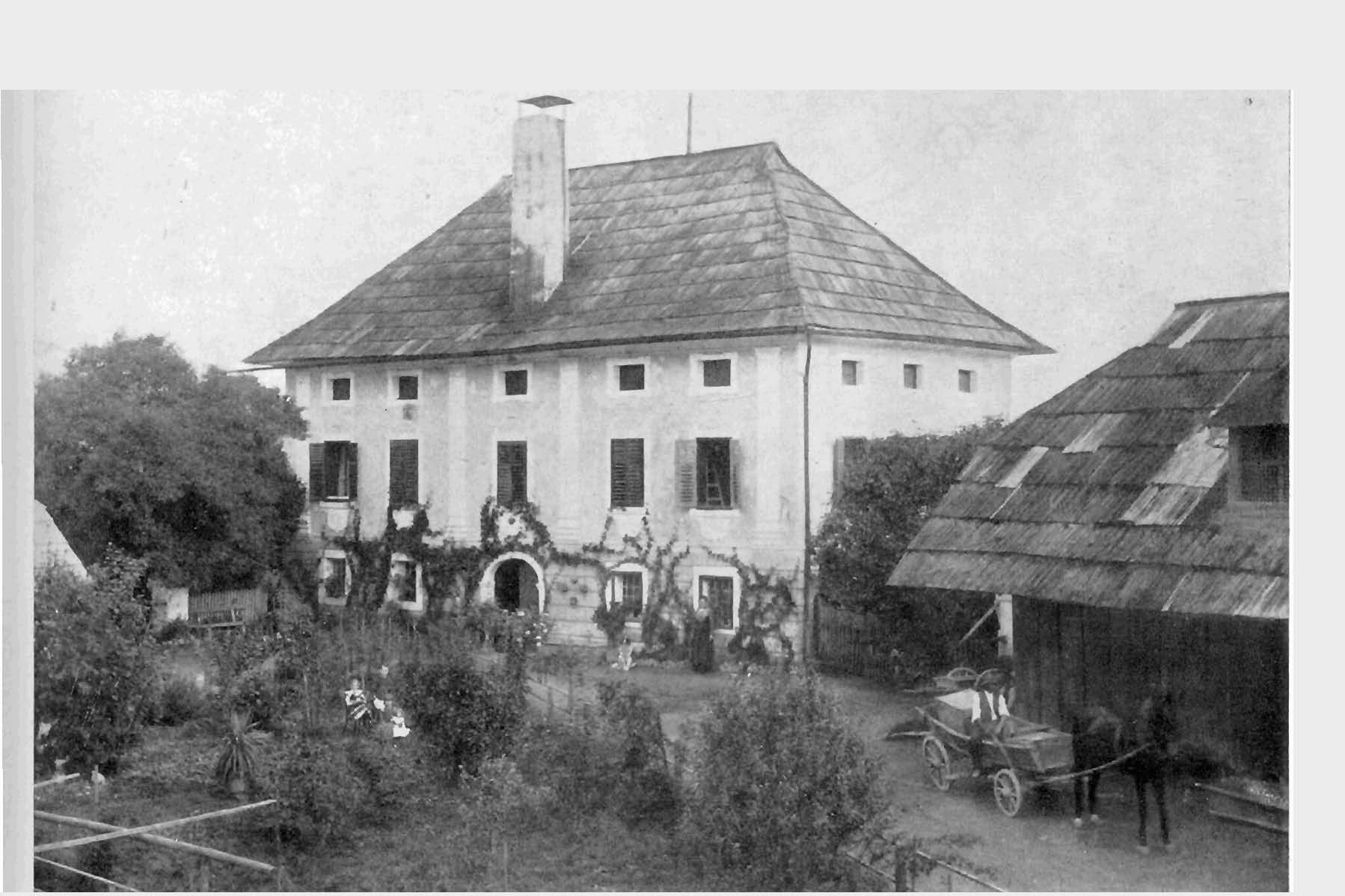
Rampichl-Stöckl der Fam. Wanggo im Jahre 1907